# Nieuwe Geschiedenis van de Yuan
De Nieuwe Geschiedenis van de Yuan of Xin Yuanshi is een boek dat in 529 hoofdstukken (juan) de geschiedenis van de Chinese Yuan-dynastie beschrijft en de periode 1206-1369 omvat. Het werk is geschreven door Ke Shaomin (1850-1933) in de stijl van de Vierentwintig Geschiedenissen, de verzameling officiële geschiedenissen van Chinese keizerlijke dynastieën en werd in 1920 voor het eerst gepubliceerd. Het werk werd in 1921 officieel opgenomen in de canon van dynastieke geschiedenissen, maar is sindsdien door wetenschappers grotendeels genegeerd. Xin Yuanshi is dan ook niet opgenomen in de veel gebruikte reeks van vijfentwintig dynastieke geschiedenissen die is uitgegeven door Zhonghua te Beijing.

## Ontstaan

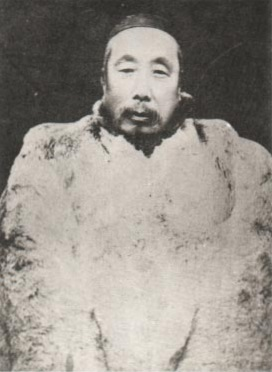
Ke Shaomin (1850-1933), samensteller van de Nieuwe geschiedenis van de Yuan.

In 1890 begon Ke Shaomin uit persoonlijke belangstelling, en zonder opdracht van de overheid met het samenstellen van een geschiedenis van de Yuan-dynastie. Hij deed dit uit onvrede met de bestaande Yuanshi, de tijdens het begin van de Ming-dynastie geschreven officiële dynastieke geschiedenis. Die was onnauwkeurig, zat vol hiaten en kende vooroordelen tegen Mongolen. Hij maakte gebruik van de kritieken die historici uit de Ming- en Qingtijd hadden op het oorspronkelijke werk, zoals Voortzetting van de geschiedenis van de Yuan (Yuanshi xubian, 元史續編, begin 15e eeuw) door Hu Cuizhong (胡粹中). Ook het werk Yuanshi yiwen zhengbu (元史譯文證補 Vertaalde teksten als aanvullend bewijs voor "Yuanshi") was belangrijk. Dit boek was samengesteld door de in Duitsland geaccrediteerde diplomaat Hong Jun (洪鈞, 1840-1893) en bevatte vertalingen van Europese bronnen over de Mongoolse geschiedenis. Ke werkte vanaf 1890 aan zijn magnum opus en schreef het werk in de stijl van de officiële dynastieke geschiedenissen.
Het werk werd in Japan goed ontvangen, met name de kwaliteit van de verhandelingen werd geroemd. Daarentegen werd het werk door Chinese historici bekritiseerd. Zo stelde Liang Qichao (1873-1929) dat de keuze van de bronnen over een onderwerp willekeurig was. Documenten die onwelgevallig waren zouden door Ke Shaomin zonder verdere uitleg zijn weggelaten. Ke rechtvaardigde later zijn keuzes in zijn Bewijskrachtige verwijzingen voor de Nieuwe geschiedenis van de Yuan (Xin Yuanshi kaozheng, 新元史考證). Een deel raakte verloren, de overgebleven verwijzingen zijn in 1935 postuum gepubliceerd.
Desondanks verklaarde president Xu Shichang (徐世昌, president 1918-1922) in 1921 officieel dat het boek als 25e geschiedenis was opgenomen in de canon van dynastieke geschiedenissen. Hoewel deze status formeel nooit werd herroepen, is het werk sindsdien door wetenschappers nagenoeg genegeerd. Na de val van de Qing-dynastie en het uitroepen van de Republiek China was er nauwelijks nog belangstelling voor de wijze waarop bronnen volgens de officiële orthodoxe geschiedschrijving van het Keizerrijk werden bewerkt. Het werk werd dan ook niet opgenomen in de gezaghebbende reeks 25 dynastieke geschiedenissen zoals die is uitgegeven door 'Zhonghua shuju (中華書局) te Peking. Hetzelfde geldt voor het voor computer toegankelijk gemaakte 'Chinese Text Retrieval System' (Scripta Sinica) van de 'Academia Sinica' te Taipei (Taiwan). Dit in tegenstelling tot het eveneens aan het begin van de 20e eeuw verschenen Ontwerp voor een geschiedenis van de Qing, een poging om de traditie van de officiële dynastieke geschiedenissen voort te zetten door de geschiedenis van de Qing-dynastie samen te stellen.

## Inhoud
De Xin yuanshi bevat 257 juan. Ke Shaomin volgde de structuur van de Hanshu:
| dynastieke geschiedenis | benji (annalen) | biao (tabellen) | zhi (verhandelingen) | liezhuan (biografieën) | Totaal aantal juan |
| ----------------------- | --------------- | --------------- | -------------------- | ---------------------- | ------------------ |
| Xin yuanshu             | 26              | 7               | 70                   | 154                    | 257                |

### Annalen
Benji (本紀, annalen), 26 juan. Keizerlijke biografieën in strikt annalistische vorm die een chronologisch overzicht bieden van de belangrijkste gebeurtenissen, bezien vanuit het keizerlijke hof. De keizers staan vermeld onder hun tempelnaam. Yesun Timur Khan (1323-1328) kreeg van zijn opvolger geen tempelnaam en staat onder zijn postume naam vermeld. Er zijn geen annalen van regent Tolui Khan (1227-1229)en het kindkeizertje Arigaba (1328).
| juan 1-26            | Titel                          | Vertaling                  | Opmerkingen                                                                                           |
| -------------------- | ------------------------------ | -------------------------- | --- |
| 1.                   | xuji (序紀)                    | optekeningen vooraf        | dynastieke voorouders                                                                                 |
| 2. 3.                | Taizu benji (太祖 本紀)        | annalen van Taizu          | Dzjengis Khan, r.1206-1227                                                                            |
| 4.                   | Taizong benji (太宗 本紀)      | annalen van Taizong        | Ögedei Khan, r.1229-1241                                                                              |
| 5.                   | Dingzong benji (定宗 本紀)     | annalen van Dingzong       | Güyük Khan, r.1246-1248                                                                               |
| 6.                   | Xianzongbenji (憲宗 本紀)      | annalen van Xianzong       | Möngke Khan, r.1251-1259                                                                              |
| 7. 8. 9. 10. 11. 12. | Shizu benji (世祖 本紀)        | annalen van Shizu          | Koeblai Khan, r.1260-1294                                                                             |
| 13. 14.              | Chengzong benji (成宗 本紀)    | annalen van Chengzong      | Temür Khan, r.1294-1307                                                                               |
| 15.                  | Wuzong benji (武宗 本紀)       | annalen van Wuzong         | Külüq Khan, r.1307-1311                                                                               |
| 16. 17.              | Renzong benji (仁宗 本紀)      | annalen van Renzong        | Buyantu Khan, r.1311-1320                                                                             |
| 18.                  | Yingzong benji (英宗 本紀)     | annalen van Yingzong       | Suddhipala (Gegeen Khan), r.1320-1323                                                                 |
| 19.                  | Taiding di benji (泰定帝 本紀) | annalen van keizer Taiding | Yesun Timur Khan (Jinzong), r.1323-1328                                                               |
| 20.                  | Mingzong benji (明宗 本紀)     | annalen van Mingzong       | Qutugku Khan (Qoshila), r.1329                                                                        |
| 21.                  | Wenzong benji (文宗 本紀)      | annalen van Wenzong        | Toqa Timur (Tugh Temür), r.1328-1329 en 1329-1332                                                     |
| 22.                  | Ningzong benji (寧宗 本紀)     | annalen van Ningzong       | Irinchinbal (Rinchinbal Khan), r.1332                                                                 |
| 23. 24. 25.          | Huizong benji (本紀 本紀)      | annalen van Huizong        | Toghan Timur (Toghon Temür), r.1333-1370                                                              |
| 26.                  | Zhaozong benji (昭宗 本紀)     | annalen van Zhaozong       | Biligtü Khan (Biligtü Khan Ayushiridara), r.1370-1378, eerste keizer van de Noordelijke Yuan-dynastie |

### Tabellen
Biao (表, tabellen), 7 juan. Tabellarische overzichten van belangrijke personen.
| juan 27-33 | Titel                                     | Vertaling                                              | Opmerkingen                                  |
| ---------- | ----------------------------------------- | ------------------------------------------------------ | -------------------------------------------- |
| 27.        | zongshi shibiao (宗室世表)                | afstammingstabel van de keizerlijke dynastie           |                                              |
| 28. 29.    | shizu biao (氏族表)                       | tabellen over de Mongoolse adel                        |                                              |
| 30.        | sangong biao (三公表)                     | tabellen over de Drie Hertogen                         | de drie hoogste functionarissen van het rijk |
| 31.        | zaixiang nianbiao (宰相年表)              | jaartabellen met de hoogste raadsadviseurs             |                                              |
| 32. 33.    | xinsheng zaixiang nianbiao (行省宰相年表) | jaartabellen met de hoogste provinciale raadsadviseurs |                                              |

### Verhandelingen
Zhi (志, verhandelingen), 70 juan. Elke verhandeling beschrijft een van de dertien gebieden van staatsbemoeienis.
| juan 34-103                                         | Titel                | Vertaling                                                     | Opmerkingen          |
| --------------------------------------------------- | -------------------- | ------------------------------------------------------------- | -------------------- |
| 34 35. 36. 37. 38. 39. 40.                          | li zhi (曆志)        | verhandelingen over de kalender                               |                      |
| 41. 42.                                             | tianwen zhi (天文志) | verhandelingen over astronomie                                |                      |
| 43. 44. 45.                                         | wuxing zhi (五行志)  | verhandelingen over de vijf fasen                             | de vijf elementen    |
| 46. 47. 48. 49. 50. 51.                             | dili zhi (地理志)    | verhandelingen over politieke geografie                       |                      |
| 52. 53. 54.                                         | hequ zhi (河渠志)    | verhandelingen over waterwerken                               |                      |
| 55. 56. 57. 58. 59. 60. 61. 62. 63.                 | baiguan zhi (百官志) | verhandelingen over de honderd functionarissen                | de regeringsfuncties |
| 64. 65. 66. 67.                                     | xuanju zhi (選舉志)  | verhandelingen over keuze en benoeming van hoffunctionarissen | ambtenarenexamens    |
| 68. 69. 70. 71. 72. 73. 74. 75. 76. 77. 78. 79. 80. | shihuo zhi (食貨志)  | verhandelingen over voedsel en gebruiksartikelen              |                      |
| 81. 82. 83. 84. 85. 86. 87. 88. 89. 90.             | li zhi (禮志)        | verhandelingen over (hof)rituelen                             |                      |
| 91. 92. 93. 94.                                     | yue zhi (樂志)       | verhandelingen over (hof)muziek                               |                      |
| 95. 96. 97.                                         | yufu zhi (輿服志)    | verhandelingen over vervoersmiddelen en hofkleding            |                      |
| 98. 99. 100. 101.                                   | bing zhi (兵志)      | verhandelingen over militaire zaken                           |                      |
| 102. 103.                                           | xingfa zhi (刑法志)  | verhandelingen over strafwetgeving                            |                      |

### Exemplarische overleveringen
Zhuan (傳, exemplarische overleveringen, vaak aangeduid als biografieën), 154 juan. Biografieën van belangrijke personen. De biografie beperkte zich tot het beschrijven van gebeurtenissen die het exemplarische karakter van de betreffende persoon duidelijk moesten maken. In een hoofdstuk kunnen ook twee of meer personen worden behandeld, als zij tot hetzelfde type persoon behoren. De laatste hoofdstukken beschrijven de betrekkingen tussen China en de verschillende buurvolkeren.

#### Juan104, biografieën van keizerlijke gemalinnen (houfei, 后妃)
| juan 104 | Titel                      | Vertaling                              | Opmerkingen |
| -------- | -------------------------- | -------------------------------------- | --- |
| 104.     | houfei liezhuan (后妃列傳) | biografieën van keizerlijke gemalinnen | Genoemd worden keizerinnen en concubines van de volgende keizers: Yesükhei (1134-1171), tempelnaam Liezu 烈祖: - Hoelun (Hö'elün) 烈祖宣懿皇后 (Liezu Xuanyi huanghou), 1140-1221, echtgenote van Yesükhei (tempelnaam Liezu 烈祖) en moeder van vier zonen, Temujin Dzjengis Khan, Khasar, Hachiun en Temüge en een dochter, Temülün. De postume naam van Hoelun is keizerin Xuanyi (宣懿皇后, Xuanyi huanghou). - Sochigel 速赤格勒 (Suchigele), ?—?, concubine van Yesükhei en moeder van Belgutei en Behter Dzjengis Khan (1162-1227, regeerde als khan 1206-1227), tempelnaam Taizu 太祖 - Börte 光獻翼聖皇后 (Guangxian Yisheng huanghou), 1161–1230, eerste echtgenote van Dzjengis Khan en moeder van Jochi, Ögedei Khan, Chagatai Khan en Tolui Khan. Haar postume naam is keizerin Guangxian Yisheng (光獻翼聖皇后, Guangxian Yisheng huanghou). Zij was hoofd van de eerste Horde (斡兒朵, wo'erduo) - Huluhun 忽魯渾皇后 (Huluhun huanghou), concubine van Dzjengis Khan. Zij was de tweede vrouw van de eerste horde - Kuolijiedan huanghou 闊里桀擔皇后, concubine van Dzjengis Khan en derde vrouw van de eerste horde - Tuohusi huanghou 脫忽思皇后, concubine van Dzjengis Khan en vierde vrouw van de eerste horde - Tiemulun huanghou 帖木倫皇后, concubine van Dzjengis Khan en vijfde vrouw van de eerste horde - Yilian Zhenbala huanghou 亦憐真八剌皇后, concubine van Dzjengis Khan en zesde vrouw van de eerste horde - Buyanhutu huanghou 不顏忽禿皇后, concubine van Dzjengis Khan en zevende vrouw van de eerste horde - Hushenghai feizi 忽勝海妃子, concubine van Dzjengis Khan en achtste vrouw van de eerste horde - Khulan Khatun 太祖忽蘭皇后 (Taizu Hulan huanghou), 1164-1215, concubine van Dzjengis Khan. Zij was hoofd van de tweede Horde (斡兒朵, wo'erduo) - Juerbiesu 古兒八速皇后 (Gu'erbasu huanghou), ook wel Ha'erbazhen huanghou (哈兒八真皇后), concubine van Dzjengis Khan en tweede vrouw van de tweede horde - Yiqi Liezhen huanghou, concubine van Dzjengis Khan en derde vrouw van de tweede horde - Tuohusi huanghou 脫忽思皇后, concubine van Dzjengis Khan en vierde vrouw van de tweede horde - Yezhen feizi 也真妃子, concubine van Dzjengis Khan en vijfde vrouw van de tweede horde - Yelihutu feizi 也里忽禿妃子, concubine van Dzjengis Khan en zesde vrouw van de tweede horde - Chazhen feizi 察真妃子, concubine van Dzjengis Khan en zevende vrouw van de tweede horde - Halazhen feizi 哈剌真妃子, concubine van Dzjengis Khan en achtste vrouw van de tweede horde - Yesui 太祖也遂皇后 (Taizu Yesui huanghou), concubine van Dzjengis Khan (tempelnaam Taizu), oudere zus van Yesugen. Zij was hoofd van de derde Horde (斡兒朵, wo'erduo) - Chahe huanghou （察合皇后）, ook wel Xixia gongzhu 西夏公主 (prinses van Xixia), 1193-1236, concubine van Dzjengis Khan en zesde vrouw van de derde horde - Yesugen 太祖也速干皇后 (Taizu Yesugan huanghou), concubine van Dzjengis Khan, jongere zus van Yesui, concubine van Dzjengis Khan en tweede vrouw van de derde horde - Hulahala huanghou 忽魯哈剌皇后, concubine van Dzjengis Khan en derde vrouw van de derde horde - Ashilun huanghou 阿失侖皇后, concubine van Dzjengis Khan en vierde vrouw van de derde horde - Tu'erhala huanghou 禿兒哈剌皇后, concubine van Dzjengis Khan en vijfde vrouw van de derde horde - Aximishi huanghou 阿昔迷失皇后, concubine van Dzjengis Khan en zevende vrouw van de derde horde - Wanzhe Hudou huanghou 完者忽都皇后, concubine van Dzjengis Khan en achtste vrouw van de derde horde - Wanyan 太祖完顔皇后 Taizu Wanyan huanghou, ?—?, ook wel Jinguo gongzhu 金國公主 (prinses van het koninkrijk Jin). Concubine van Dzjengis Khan en hoofd van de vierde Horde ((斡兒朵, wo'erduo) - Hadaan合答安皇后 (Heda'an huanghou), ?—?, concubine van Dzjengis Khan en tweede vrouw van de vierde horde - Wozhe Husi huanghou 斡者忽思皇后, concubine van Dzjengis Khan en derde vrouw van de vierde horde - Yanli huanghou 燕里皇后, concubine van Dzjengis Khan en vierde vrouw van de vierde horde - Möge Khatun, Mogai huanghou 谟盖皇后, †1242, concubine van Dzjengis Khan en vijfde vrouw van de vierde horde. Zij werd na de dood van Dzjengis Khan een echtgenote van Ögedei Khan en na diens dood in 1241 korte tijd regentes - Youtugai feizi 有禿該妃子, concubine van Dzjengis Khan en zesde vrouw van de vierde horde - Wanzhe feizi 完者妃子, concubine van Dzjengis Khan en zevende vrouw van de vierde horde - Jinlian feizi 金蓮妃子, concubine van Dzjengis Khan en achtste vrouw van de vierde horde - Wanzhetai feizi 完者台妃子, concubine van Dzjengis Khan en negende vrouw van de vierde horde - Nulun feizi 奴倫妃子, concubine van Dzjengis Khan en tiende vrouw van de vierde horde - Maozhen feizi 卯真妃子, concubine van Dzjengis Khan en elfde vrouw van de vierde horde Ögedei Khan (1189-1241, regeerde als khan 1229-1241), tempelnaam Taizong 太宗 - Boraqchin (Beilahezheng 剌合真) 太宗孛剌合真皇后 (Taizong Beilahezheng huanghou), (?—?), eerste echtgenote van Ögedei Khan - Töregene Khatun, †1246, echtgenote van Ögedei Khan, moeder van Güyük Khan, Köchü (闊出), Qarachar (哈剌察児) en Qashi (合失, later de vader van Kaidu). Zij was 1242-1246 regentes voor haar zoon Güyük Khan. Postume naam Taizong Zhaoci huanghou (太宗昭慈皇后) - （昂灰二皇后） Anghui er huanghou, tweede echtgenote van Ögedei Khan - Hutieni huanghou 第三皇后忽帖尼 (Qilijisishi 乞里吉思氏), ?—?, derde echtgenote van Ögedei Khan, moeder van Godan Khan - Zhazhen huanghou 第四皇后札真, vierde echtgenote van Ögedei Khan - (Möge Khatun): was eerder concubine van Dzjengis Khan, werd na zijn dood een echtgenote van Ögedei Khan en na diens dood in 1241 korte tijd regentes - Ergene 业里吉纳妃子 (Yelinija feizi), concubine van Ögedei Khan, moeder van Kaidan Güyük Khan (1206-1248, regeerde als khan 1246-1248), tempelnaam Dingzong 定宗 - Oghul Ghaymish, 定宗欽淑皇后 Dingzong Qinshu huanghou, †1251, echtgenote van Güyük Khan en 1248-1251 regentes. Moeder van twee zonen van Güyük Khan, Khoja (忽察, Hucha) en Naqu (腦忽, Naohu), zie juan 112. Zij werd in 1251 geëxecuteerd, maar ontving toch als postume titel keizerin Qinshu (欽淑皇后) - Onbekende concubine, moeder van Khokhoo (禾忽, Hehu), derde zoon van Güyük Khan (zie juan 112) Tolui Khan (1191–1232, regent 1227-1229) - Sorghaghtani Beki, 雷妃顯懿莊聖皇后 Leifei Xianyi Zhuangsheng huanghou, 1190-1252, echtgenote van Tolui en moeder van Möngke Khan, Hulagu, Koeblai Khan en Ariq Böke. Postume titel keizerin Xianyi Zhuangsheng (顯懿莊聖皇后) Möngke Khan (1209-1259, regeerde als khan 1251-1259), tempelnaam Xianzong 憲宗 - Qutuqhai 忽都台 (憲宗貞節皇后 Xianzong Zhenjie huanghou), †1256, echtgenote van Möngke Khan, postume titel keizerin Zhenjie (貞節皇后) - 也速兒皇后 Yesu'er huanghou, †na 1260, concubine van Möngke Khan en zus van Qutuqhai - Bayavchin 巴牙兀真 (Bayawuzhen), concubine van Möngke Khan en moeder van Shiregi Koeblai Khan (1215-1294, regeerde als khan 1260-1294), tempelnaam Shizu 世祖 - Tegulun 世祖帖古倫皇后 Shizu Tegulun huanghou, ?—?, eerste echtgenote van Koeblai Khan, behoorde tot de eerste horde - Chabi 察必, 世祖昭睿順聖皇后 Shizu Zhaorui Shunsheng huanghou, 1216-1281, in 1260 aangesteld als koningin van Koeblai Khan en moeder van kroonprins Zhenjin (真金, 1243-1285), behoorde tot de tweede horde, haar postume naam is keizerin Zhaorui Shunsheng (昭睿順聖皇后) - Nambui 喃必皇后 Nambi huanghou, echtgenote van Koeblai Khan na het overlijden van Chabi, in 1283 tot koningin benoemd, behoorde tot de tweede horde, vermist in 1294 - Talahai 塔剌海, ?—?, concubine van Koeblai Khan, behoorde tot de derde horde - Nuhan 奴罕, ?—?, concubine van Koeblai Khan, behoorde tot de derde horde - Bo Yao Wu Zhen 伯要兀真, ?—?, concubine van Koeblai Khan, behoorde tot de vierde horde - Kuokuolun 闊闊倫, ?—?, concubine van Koeblai Khan, behoorde tot de vierde horde Zhenjin (1243-1285), zoon van Koeblai Khan en zijn kroonprins, vader van Temür Khan, de opvolger van Koeblai Khan - Bolan Yeqiechi 伯藍也怯赤 (Kököjin 闊闊真 Kuokuozhen), 真金太子妃徽仁裕聖皇后 Zhenjin Taizi fei Huiren Yusheng huanghou, 1240-1300, echtgenote van Zhenjin en moeder van Ganmala (蒙古语, 1263-1302), Darmabala (答剌麻八剌, 1264-1292) en Temür Khan. Haar postume naam: keizerin Huiren Yusheng (徽仁裕聖) Temür Khan (1265-1307, regeerde als khan 1294-1307), tempelnaam Chengzong 成宗 - Shirindari 失怜答里, 成宗貞慈靜懿皇后 Chengzong Zhenci Jingyi huanghou, †1305, keizerin van Temür Khan. Haar postume naam: keizerin Zhenci Jingyi (贞慈静懿皇后) - Bulugan 卜魯罕, 成宗卜魯罕皇后 Chengzong Boluhan huanghou, †1307, tweede keizerin van Temür Khan in 1305 - 忽帖泥皇后 Hutieni huanghou, keizerin van Temür Khan - Dagi Khatun, weduwe van Darmabala, broer van Temür Khan Darmabala (1264-1292), zoon van kroonprins Zhenjin) - Dagi Khatun 答剌麻八剌元妃昭獻元聖皇后 Dalamabala Yuan Fei Zhaoxian Yuansheng huanghou, 1262-1322, echtgenote van Darmabala en moeder van Külüq Khan en Ayurbarwada Buyantu Khan. Postume naam: keizerin Zhaoxian Yuansheng (昭獻元聖皇后) - Concubine Guo 郭氏妃子, moeder van Amuge (†1324, zie juan 113) Külüq Khan (1281-1311, regeerde als khan 1307-1311), tempelnaam Wuzong 武宗 - Zhenge 真哥, 武宗宣慈惠聖皇后 Wuzong Xuanci Huisheng huanghou, †1327, keizerin van Külüq Khan, werd 1310 een boeddhistische non, postume naam: keizerin Xuanci Huisheng (宣慈惠圣皇后) - Sugeshili 速哥失里 (哥失理皇后速 Geshili huanghou su), ?—?, concubine van Külüq Khan, een nicht of mogelijk een jongere zus van Zenge - Yiqilie feizi 亦乞烈妃子, 武宗仁獻章聖皇后 Wuzong Renxian zhangsheng huanghou, concubine van Külüq Khan en moeder van Khutughtu Khan Kusala (1300-1329), de latere keizer Mingzong (r.1329). Haar postume titel is keizerin Renxianzhangsheng (仁献章圣皇后) - Tangwu feizi 唐兀妃子 (武宗文獻昭聖皇后 Wuzong Wenxian Zhaosheng huanghou, concubine van Külüq Khan en moeder van Jayaatu Khan Tugh Temür (1304-1332), de latere keizer Wenzong (r.1328-1329 en 1329-1332). Haar postume titel is keizerin Wenxianzhaosheng (文献昭圣皇后) - Bohudi 伯忽笛 (武宗伯忽篤皇后 Wuzong Bohudu huanghou), ?—?. Ayurbarwada Buyantu Khan (1285-1320, regeerde als khan 1311-1320), tempelnaam Renzong 仁宗 - Radnashiri 阿納失失里 (仁宗莊懿慈聖皇后 Renzong Zhuangyi Cisheng huanghou), †1322, keizerin van Ayurbarwada Buyantu Khan en moeder van Gegeen Khan, haar postume titel keizerin Zhuangyici Sheng (庄懿慈圣皇后) - Dharmashiri huanghou 答里麻失里皇后, gemalin van Ayurbarwada Buyantu Khan van Koreaanse afkomst - Bayan Qutugh Khatun (伯顔忽篤皇后, Boyanhudu huanghou), concubine van Ayurbarwada Buyantu Khan van Koreaanse afkomst Gegeen Khan (1302-1323, regeerde als khan 1320-1323), tempelnaam Yingzong 英宗 - Sugabala 速哥八剌 (英宗莊靜懿聖皇后 Yingzong Zhuangjing Yisheng huanghou), †1327, keizerin van Gegeen Khan in 1321, zus van Yilianzhenbala, khatun van Yesün Temür Khan, haar postume titel werd keizerin Zhuangjingyi Sheng (庄静懿圣皇后) - Yabahudoulu huanghou 牙八忽都魯皇后, ?-?, concubine van Gegeen Khan Yesün Temür Khan (1293-1328, regeerde als khan 1323-1328), tempelnaam Taiding 泰定 - Puyan qie Limishi 普顏怯里迷失 Puyan Yilimiyu (甘麻剌元妃宣懿淑聖皇后 Ganmala Yuan Fei Xuanyi Shusheng huanghou), ?—?, echtgenote van Ganmala (1263-1302, kleinzoon van Koeblai Khan) en moeder van Yesün Temür Khan. Hij eerde in 1324 zijn vader met de postume titel Xianzong (顯宗) en zijn moeder met de titel keizerin Xuanyi Shusheng (宣懿淑聖皇后) - Babukhan 八不罕 (泰定帝八不罕皇后 Taiding Dibabuhan huanghou) werd in 1324 keizerin van Yesün Temür Khan en was moeder van Ragibagh Khan (Arigabag, 1320-1328, r.1328 als de Tianshun-keizer 天順帝). Zij ontving geen postume titel, omdat Tugh Temür haar niet erkende als wettige keizerin - Yilian Zhenbala huanghou 亦憐真八剌皇后, ?—?, in 1325 khatun van Yesün Temür Khan, zus van Sugabala, keizerin van Gegeen Khan - Sugedali 速哥答里, ?—?, concubine van Yesün Temür Khan Khutughtu Khan Kusala (1300-1329, regeerde als khan 1329), tempelnaam Mingzong 明宗 - Babusha 八不沙 (宗八不沙皇后 Zongbabusha huanghou), †1330, keizerin van Khutughtu Khan Kusala, moeder van Rinchinbal Khan (1326-1332, r.1332). Zij werd na de dood van haar echtgenoot geëxecuteerd op bevel van Budashiri, echtgenote van Jayaatu Khan Tugh Temür - Mailaidi 邁來迪 (明宗真裕徽聖皇后 Mingzong Zhenyu Huisheng huanghou), †1320, echtgenote van Khutughtu Khan Kusala en moeder van Toghon Temür. Zij overleed in het kraambed en ontving van haar zoon postuum de titel keizerin Zhenyu Huisheng (真裕徽聖皇后) - Anchuhan huanghou 按出罕皇后 - Yuelusha huanghou 月魯沙皇后 - Buyanhuludou huanghou 不顏忽鲁都皇后 - Yesu huanghou 野蘇皇后 - Tuohusi huanghou 脱忽思皇后 Jayaatu Khan Tugh Temür (1304-1332, regeerde als khan 1328-1329 en 1329-1332), tempelnaam Wenzong 文宗 - Budashiri 卜答失里 (文宗不答失里皇后 Wenzong Budashili huanghou), 1307-1340, werd in 1329 keizerin van Jayaatu Khan Tugh Temür. Regentes na het overlijden van haar echtgenote in 1332, benoemde in 1332 Rinchinbal Khan en in 1333 Toghon Temür tot keizer en bleef regentes tot 1340 toen zij werd verbannen en daarna gedood. Rinchinbal Khan (1326-1332, regeerde als khan 1332), tempelnaam Ningzong 寧宗 - Daliyetemishi 答里也忒迷失 (寧宗答里也忒迷失皇后 Ningzong Daliyetemishi huanghou), †1368, was in 1332 als zevenjarige voor twee maanden gehuwd met de eveneens zevenjarige Rinchinbal Khan Toghon Temür (1320-1370, regeerde als khan 1333-1368), tempelnaam Huizong 本紀 - Danashri 答納失里 (惠宗答納失里皇后 Huizong Danashili huanghou), 1320-1335, in 1333 keizerin van Toghon Temür, werd in 1335 verbannen en daarna geëxecuteerd - Bayan Khutugh 伯顏忽都 (惠宗伯顔忽都皇后 Huizong Boyan Hudou huanghou), 1324–1365, in 1337 tweede keizerin van Toghon Temür - Qi huanghou 奇皇后 keizerin Qi, ook wel Öljei Khutuk (Wanzhe Hudou, 完者忽都), (惠宗完者忽都皇后 Huizong Wanzhe Hudou huanghou), 1315–1369, afkomstig uit Goryeo (Korea), in 1333 werd zij concubine van Toghon Temür, in 1340 zijn tweede keizerin en in 1365 eerste keizerin. Zij was moeder van Biligtü Khan Ayushiridara (1340-1378, de eerste keizer van de Noordelijke Yuan-dynastie 1370-1378). De postume naam van Qi huanghou is keizerin Puxian Shusheng (普顯淑聖皇后) - Munashili huanghou 木納失里皇后, †1343 of 1348, zij wordt de vierde keizerin van Toghon Temür genoemd |

#### Juan105-114, biografieën van nakomelingen vanYesükhei(liezu zhuzi, 烈祖諸子)
| juan 105-114 | Titel                         | Vertaling                                              | Opmerkingen |
| ------------ | ----------------------------- | ------------------------------------------------------ | --- |
| 105.         | liezu zhuzi yi (烈祖諸子 一)  | biografieën van afstammelingen van Liezu (Yesükhei) 1  | Zonen van Yesükhei (en daarmee broers van Dzjengis Khan): - Khasar 哈撒兒 (Hasa'er, Jöči Qasar), 1164-1213, (volle) broer van Dzjengis Khan, hielp Dzjengis Khan bij de moord op hun halfbroer Begter. Khasar behoorde met zijn halfbroer Belgutei tot de trouwste bondgenoten van Dzjengis Khan - Yesüngge 也生哥 (Yeshengge), ?—?, tweede zoon van Khasar en neef van Dzjengis Khan. Yesüngge volgde zijn broer Yegü op als hoofd van de tak van Khasar en werd zelf opgevolgd door zijn zoon Esen Emügen - Shigdür 勢都兒 (Shidou'er, Šikdür), ?—?, kleinzoon van Yesüngge, volgde zijn vader Esen Emügen op als hoofd van de tak van Khasar. Was betrokken bij de opstand van Nayan tegen Koeblai Khan - Hachiun 哈准 (Hazhun, Qači'un), (volle) broer van Dzjengis Khan - Eldjigidèi 按只吉帶 (Anzhijidai, Alčidai), zoon van Hachiun neef van Dzjengis Khan - Qadan 哈丹 (Hadan, Qada'an Tölögen), ?–?, kleinzoon van Hachiun - Temüge 帖木哥斡赤斤 (Temüge Odčigin), 1168–1246, jongste volle broer van Dzjengis Khan, na een mislukte machtsovername geëxecuteerd op bevel van Töregene Khatun, weduwe van Ögedei Khan - Tacha'er 塔察兒 (Taghachar, Taghačar), kleinzoon van Temüge - Nayan 乃顏 (Naiyan), 1257-1287, achterkleinzoon van Temüge (of van Belgutei?), kwam in opstand tegen Koeblai Khan - Begter 別克帖兒 (Bieketie'er), 1153/68-1176, oudere halfbroer van Dzjengis Khan, hij werd met hulp van zijn halfbroer Khasar door Dzjengis Khan gedood - Belgutei 別勒古台(Bieleigutai), 1172?-1251?, halfbroer van Dzjengis Khan, moet volgens de bronnen zeer oud zijn geworden. Belgutei behoorde met zijn halfbroer Khasar tot de trouwste bondgenoten van Dzjengis Khan - (Hantuhu 罕禿忽, ?—?, zoon van Belgutei en neef van Dzjengis Khan) - (Yesu buhuwa (dawang) 也速不花大王, ?—?, zoon van Belgutei en neef van Dzjengis Khan) - Kouwen buhuwa 口溫不花 (Ku'un buqa) ?—?, zoon van Belgutei en neef van Dzjengis Khan |
| 106.         | liezu zhuzi er (烈祖諸子 二)  | biografieën van afstammelingen van Liezu (Yesükhei) 2  | Afstammelingen van Taizu (Dzjengis Khan) 1: - Jochi 朮赤 (Shuchi), 1185–1226/27, eerste zoon van Dzjengis Khan en Börte - Batu Khan 拔都 (Badu), 1205-1255, zoon van Jochi en khan van de Gouden Horde (1242–1256) - Berke 伯勒克 (Boleke), na 1205-1266), zoon van Jochi en khan van de Gouden Horde (1258–1266) - Mengu Timur 忙哥帖木兒 (Mangge Tiemu'er, Mängü-Temür), †1281, kleinzoon van Batu Khan en khan van de Gouden Horde (1266–1280) - Toqta 脫脫 (Tuotuo), †1312, zoon van Mengu Timur en khan van de Gouden Horde (1291-1312) - Özbeg Khan 月思別 (Yuesibie), kleinzoon van Mengu Timur en khan van de Gouden Horde (1313-1341) - Orda Khan 鄂爾達 (E'erda, Ūrda), voor 1205-1280, oudste zoon van Jochi - Siban 昔班 (Xiban, Šiban), †1266, zoon van Jochi - Tuwo'er 土斡耳 (Bo'al), ?–?, zevende zoon van Jochi - Tuqa-Timur 托克帖木兒 (Tuoke Tiemu'er, Tūqāy Tīmūr), †na 1257 dertiende en mogelijk jongste zoon van Jochi |
| 107.         | liezu zhuzi san (烈祖諸子 三) | biografieën van afstammelingen van Liezu (Yesükhei) 3  | Afstammelingen van Taizu (Dzjengis Khan) 2: - Chagatai Khan 察合台 (Chahetai, Čaghatai), 1186–1241, tweede zoon van Dzjengis Khan en Börte, eerste khan van het Khanaat van Chagatai (1226-1241) - Qara Hülëgü 合剌旭烈兀 ((Helaxuliewu), kleinzoon van Chagatai Khan en khan van het Khanaat van Chagatai (1242-1246 en nogmaals 1252) - Yesü Möngke 也速蒙哥 (Yesumengge), †1252, zoon van Chagatai Khan en khan van het Khanaat van Chagatai (1246-1252) - Alghu 阿魯忽 (Aluhu), †1266, zoon van Chagatai Khan en khan van het Khanaat van Chagatai (1260-1266) - Baraq 博拉克 (Bolake, Barāq), †1271, achterkleinzoon van Chagatai Khan en khan van het Khanaat van Chagatai (1266-1271) - Duwa 篤哇 (Du'a), †1307, zoon van Baraq en khan van het Khanaat van Chagatai (1282-1307) - Esen Buqa 也先不花 (Yexianbuhua, Esen-Buqa), †1318, zoon van Duwa en khan van het Khanaat van Chagatai (1310-1318) - Kebek 怯伯 (Qiebo), †1325/26, zoon van Duwa en khan van het Khanaat van Chagatai (1309-1310 en 1318-1325/26) - Duwa Temür 篤來帖木兒 (Dulaitiemu'er, Döre Temür), †1330, zoon van Duwa en khan van het Khanaat van Chagatai (1329-1330) - Baidar 貝達爾 (Beida'er), zesde zoon van Chagatai Khan, nam deel aan de veldtocht in Polen 1235-1241 - Büri 不里 (Buli), †1252, kleinzoon van Chagatai Khan en zoon van Mutukan (Mö'etüken, 抹土干, Motugan), zelf de oudste zoon van Chagatai Khan - Tula 禿剌 (Töre), †1309, achterkleinzoon van Büri en clankoning van Yue onder de Yuan-dynastie - Alatna Shili 阿剌忒納失里 (Alatenashili, Aratnaširi), †1358, zoon van Tula en clankoning van Yue onder de Yuan-dynastie. Zie ook juan 114 voor mogelijk dezelfde persoon |
| 108.         | liezu zhuzi si (烈祖諸子 四)  | biografieën van afstammelingen van Liezu (Yesükhei) 4  | Afstammelingen van Taizu (Dzjengis Khan) 3: - Hulagu 旭烈兀 (Xuliewu, Hülegü, Hülägü), 1217-1265, zoon van Tolui Khan en Sorghaghtani Beki en stichter van het Il-khanaat (1256-1335) - Chubei 出伯 (Chubo, Čübei), ?—?, zoon van Alghu (khan van het Khanaat van Chagatai, 1260-1266). Chubo gaf zich over aan Koeblai Khan en werd een Mongoolse generaal - Abaqa 阿八哈 (Abaha, Ābāqā khān), 1234-1282, zoon van Hulagu en khan van het Il-kanaat (1265-1282) - Teguder 台古塔兒 (Taiguta'er, Aḥmad Tegüder), †1284, zoon van Hulagu en heerser van het Il-khanaat (1282-1284) |
| 109.         | liezu zhuzi wu (烈祖諸子 五)  | biografieën van afstammelingen van Liezu (Yesükhei) 5  | Afstammelingen van Taizu (Dzjengis Khan) 4: - Arghun 阿魯渾 (Aluhun), 1258-1291, zoon van Abaqa en heerser over het Il-khanaat (1284-1291) - Gaykhatu 蓋喀圖 (Gaikatu, ghaykhatü), 1259-1295, zoon van Abaqa en heerser over het Il-khanaat (1291-1295) - Ghazan 合贊 (Hezan, Ghāzān khān), 1271-1304, zoon van Arghun en heerser over het Il-kanaat (1295-1304) - Öljeitü 合兒班答 (He'erbanda, ūljāytū khān), 1282-1316, zoon van Arghun en heerser over het Il-khanaat (1304-1316) - Abu Sa'id 不賽因 (Busaiyin, Abū Sa`īd Khān), 1305-1335, zoon van Öljeitü en heerser over het Il-khanaat (1316-1335) |
| 110.         | liezu zhuzi liu (烈祖諸子 六) | biografieën van afstammelingen van Liezu (Yesükhei) 6  | Afstammelingen van Taizu (Dzjengis Khan) 5: - Ariq Böke 阿里不哥 (Alibuge, Arïq Buka), 1217-1266, jongste zoon van Tolui Khan en Sorghaghtani Beki, verloor een machtsstrijd met zijn broer Koeblai Khan - Yobuqur 藥木忽兒 (Yaomuhu'er, Yūbūqūr), ?—?, zoon van Ariq Boke - Bochuo 撥綽 (Böčök), †1262, achtste zoon van Tolui Khan - Yaqudu 牙忽都 (Yahudou), †1311, kleinzoon van Bochuo - Moge 末哥 (Möge), †1261, zoon van Tolui Khan - Kölgen 濶烈堅 (Kuoliejian), †1235, vijfde (?) zoon van Djenghis Khan, zijn moeder was Khulan Khatun (de tweede vrouw van Djenghis Khan) en niet Börte, zodat hij niet in aanmerking kon komen voor opvolging. Wel werd hij bij de verdeling van de nalatenschap als enige onwettige zoon op gelijke wijze behandeld als de vier wettige zonen - Yebugan 也不干 (Ebügen), ?—?, achterkleinzoon van Kölgen, was betrokken bij de opstand van Nayan tegen Koeblai Khan |
| 111.         | liezu zhuzi qi (烈祖諸子 七)  | biografieën van afstammelingen van Liezu (Yesükhei) 7  | Afstammelingen van Taizong (Ögedei Khan): - Heshi 合失 (Qašin), 1215-1234, vijfde zoon van Ögedei Khan, stierf jong aan alcoholisme - Kaidu 海都 (Qaidu), 1235-1301, postume zoon van Heshi (Qašin) en daarmee kleinzoon van Ögedei Khan, verloor de machtsstrijd met de tak van Möngke Khan (en Koeblai Khan). Niet te verwarren met zijn oom Kaidan (zesde zoon van Ögedei Khan en deelnemer aan de veldtocht in Polen 1235-1241) - Chapar 察八兒 (Chaba'er, Čapar), †na 1310, zoon van Kaidu - Godan Khan 闊端太子 (Kuoduan Taizi, Köden), tweede zoon van Ögedei Khan, gaf in 1240 bevel voor de invasie in Tibet - Zhibi Tiemu'er 只必帖木兒 (J̌ibig Temür), ?—?, zoon van Godan Khan - Bie Tiemu'er 別帖木兒 (Beg Temur), kleinzoon van Zhibi Tiemu'er - (Yesuyebugan 也速也不干 ((Yes Ebügen), zoon van Bie Tiemu'er) - Toq temür 脫脫木兒 (Tuotuo Mu'er), ?—?, kleinzoon van Bie Tiemu'er, zoon? van Yesuyebugan - Kuochu Taizi 闊出太子 (Küčü), 1206-1236, derde zoon van Ögedei Khan, bestemd als opvolger maar stierf voortijdig - Shiliemen 失烈門 (Siremün, Širemün), †1252, zoon van Kuochu Taizi en kleinzoon van Ögedei Khan - Halacha'er 哈剌察兒 (Harachar, Qaračar), ?—?, vierde zoon van Ögedei Khan - Mieli 滅里 (Melik), ?–?, zevende zoon van Ögedei Khan - Aluhui Tiemu'er 阿魯灰帖木兒 (Aruhui Timur, Arugh Temür), †1361, nakomeling van Mieli - Kaidan 合丹 (Hedan, Qada'an oghul), ?—?, zesde zoon van Ögedei Khan, nam deel aan de veldtocht in Polen 1235-1241. Niet te verwarren met zijn neef Kaidu (kleinzoon van Ögedei Khan die een machtsstrijd met de tak van Möngke Khan (en Koeblai Khan verloor) |
| 112.         | liezu zhuzi ba (烈祖諸子 八)  | biografieën van afstammelingen van Liezu (Yesükhei) 8  | Afstammelingen van Dingzong (Güyük Khan) en van Xianzong (Möngke Khan): - Hucha 忽察 (Khwaja Oghur), ?—?, oudste zoon van Güyük Khan, Oghur betekent prins - Naohu 腦忽, (Naqu) ?—?, tweede zoon van Güyük Khan - Hehu 禾忽 (Hoqu), ?—?, derde zoon van Güyük Khan - Tulu 禿魯 (Tuqluq), ?—?, zoon van Hehu - Bantu 班禿 (Baltu), †1258, oudste zoon van Möngke Khan - Asutai 阿速台 (Asudai), ?—?, tweede zoon van Möngke Khan - Urüng Tash 玉龍答失 (Yulongdashi, Ürüng-daš), †1267, derde zoon van Möngke Khan - Saliman 撒里蠻 (Sarban), ?—?, zoon van Urüng Tash en kleinzoon van Möngke Khan - (Wanze 完澤 (Ölǰei), ?—?, zoon van Urüng Tash en kleinzoon van Möngke Khan) - Čečektü 徹徹禿 (Chechetu), †1339, zoon van Wanze en achterkleinzoon van Möngke Khan - Shiregi 昔里吉 (Xiliji, Širigi), †1282, vierde zoon van Möngke Khan - Ulus buqa 兀魯思不花 (Wulusibuhua), ?—?, zoon van Shiregi en kleinzoon van Möngke Khan - Qongqo temür 晃火帖木兒 (Huanghuo Tiemu'er), †1335, zoon van Shiregi en kleinzoon van Möngke Khan |
| 113.         | liezu zhuzi jiu (烈祖諸子 九) | biografieën van afstammelingen van Liezu (Yesükhei) 9  | Afstammelingen van Shizu (Koeblai Khan) 1: - Zhenjin 皇太子真金 (Huang taizi Zhenjin, Činkim), 1243-1285, tweede zoon en kroonprins van Koeblai Khan, vader van Temür Khan (r.1294-1307),de opvolger van Koeblai Khan - Ganmala 甘麻剌 (Kammala), 1263-1302, zoon van Zhenjin - Liangwang Songshan 梁王松山 (Sungšan), †1309, zoon van Ganmala - Wangchan 王禪 (Ongšan), †1328, zoon van Songshan - Darmabala 答剌麻八剌 (Dalamabala), 1264-1292, tweede zoon van Zhenjin. Stamvader van de Mongoolse keizers na Temür Khan (1294-1307) en de koningen van Goryeo na Gongmin (r.1351-1374) - Amuge 魏王阿木哥 (Weiwangamuge), †1324, zoon van Darmabala, (half)broer van de keizers Külüq Khan en Ayurbarwada Buyantu Khan (uit de verbintenis van Darmabala met Dagi Khatun) |
| 114.         | liezu zhuzi shi (烈祖諸子 十) | biografieën van afstammelingen van Liezu (Yesükhei) 10 | Afstammelingen van Shizu (Koeblai Khan) 2: - Manggela 忙哥剌 (Mangghla), 1242-1280, derde zoon van Koeblai Khan - Ananda 阿難答, zoon van Manggela - Nomoghan 那木罕 (Namuhan, Nomughan), 1248-1298/1301, vierde zoon van Koeblai Khan - Khökhechi 忽哥赤 (Hugechi, Hügeči,), †1271, vijfde zoon van Koeblai Khan - Esen Temür 也先帖木爾 (Yexian Tiemu'er), †1332, zoon van Khökhechi - Basalawarmi 把匝剌瓦爾密 (Bazalawa'ermi, Vaǰravarmi,), †1382, kleinzoon van Esen Temür - Aiyachi 愛牙赤 (Ayači,), ?—?, zesde zoon van Koeblai Khan - Oruchu 奧魯赤 (Aoluchi, Urughči), †1300, zevende zoon van Koeblai Khan - Temür Buqa 鐵木兒不花 (Tiemu'er buhua), ?-?, zoon van Oruchu - Laode 老的 (Laodi), ?—?, zoon van Temür Buqa - ? Aratnaširi 阿忒思納失里 (Atesinashili), †1358, zoon van Tula en clankoning van Yu onder de Yuan-dynastie. Wordt in de bronnen als een andere persoon beschouwd als de in juan 107 genoemde Alatna Shili 阿剌忒納失里 (Aratnaširi) - Shuosiban 搠思班 (Čosbal), ?—?, zoon van Temur Buhua - Dangwuban 黨兀班, †1335, zoon van Shuosiban - Kököčü 闊闊出 (Kuokuochu), †1313, achtste zoon van Koeblai Khan - Toghon 脫歡 (Tuohuan, Toghan), †1301, negende zoon van Koeblai Khan - Laoǰang 老章 (Laozhang), ?—?, oudste zoon van Toghon - Bolot Buqa 孛羅不花 (Beiluo buhua), †1356, kleinzoon van Toghon - Dashengnu 大聖奴, †1359, zoon van Beiluo buhua - Konček buqa 寬徹不花 (Kuanche buhua, Kuanchepuhua), †1365, zoon van Toghon - Heshang 和尚 (Qošang), ?—?, zoon van Konček buqa - Timur Buhua 帖木兒不花 (Tiemu'er buhua, Temür buqa), 1286-1368, vierde zoon van Toghon - Manzi 蠻子, †1353, vijfde zoon van Toghon - Qutuluq Temür 忽都魯帖木兒 (Hudoulu Tiemu'er, Kutulu Timur), 1260?-1324?, (onwettige) zoon van Koebilai Khan - Cheng zong huangtaizi: Deshou 成宗皇太子：德壽 (Däišü), †1306, enige zoon en kroonprins van keizer Temür Khan (r.1294-1307, de opvolger van Koeblai Khan) - Renzong huangzi: Wudousi buhua 仁宗皇子：兀都思不花 (Odos buqa) , †1321, zoon van Ayurbarwada Buyantu Khan (keizer Renzong, r.1311-1320), jongere broer van Gegeen Khan (r.1320-1323) - Taiding di Zhuzi: Badema Yi'erjianbo 泰定帝諸子：八的麻亦兒間卜 (Padma-rgyal po, པདྨ་རྒྱལ་པོ་), ?-?, tweede zoon van Yesün Temür (keizer Taiding, r.1323-1328) en jongere broer van Ragibagh Khan (keizer Tianshun, r.1328) - Xiaoxue 小薛 (Söse), ?—?, derde zoon van Yesün Temür (keizer Taiding, r.1323-1328) - Yundancangbo 允丹藏卜 (Yontan-rgyal po, ཡོན་ཏན་རྒྱལ་པོ་), ?-?, vierde zoon van Yesün Temür (keizer Taiding, r.1323-1328) - Wenzong Zhuzi: Huang Taizi Alatenadala 文宗諸子：皇太子阿剌忒納答剌 (Alatna Dara, Aratnadara), †1331, oudste zoon van Jayaatu Khan Tugh Temür (keizer Wenzong, r.1328-1329 en 1329-1332) - Yantiegusi 燕帖古思 (El tegüs, oorspronkelijke naam Gunatala 古納答剌), †1340, tweede zoon van Jayaatu Khan Tugh Temür (keizer Wenzong, r.1328-1329 en 1329-1332) - Taipingne 太平訥 (Taipingnu, oorspronkelijke naam Baoning 宝宁), ?—?, derde zoon van Jayaatu Khan Tugh Temür (keizer Wenzong, r.1328-1329 en 1329-1332) |

#### Juan115-228, individuele biografieën

##### Juan115-130, individuele biografieën 1
| juan 115-130 | Titel | Vertaling | Opmerkingen |
| ------------ | ----- | --------- | --- |
| 115.         |       |           | - Dei Sechen 特薛禪 (Te Xuechan, Dei sečen), stamleider van de Onggirat, vader van Börte, de belangrijkste vrouw van Dzjengis Khan - Butu khürgen 孛禿 (Beitu, Butu), †1227, Mongoolse militaire leider en een van de naaste medewerkers van Dzjengis Khan, behoorde tot de Mongoolse stam van de Ikhires (亦乞列思). Hij huwde eerst met Temülün (帖木侖), zus van Dzjengis Khan en vervolgens met Khojin Beki (火臣別吉 Huochen Bieji), dochter van Djzenghis Khan. Hij was daarmee zijn zwager en zijn schoonzoon. Khürgen betekent schoonzoon. - Huldai Küregen 鎖兒哈 (Suo'erha), rond 1200-na 1233, leider van de Mongoolse stam van de Ikhires (亦乞列思) en was een zoon van Butu khürgen. Hij was gehuwd met Antu (安禿), een kleindochter van Ögedei Khan, hun dochter Qutuqhai (忽都台) werd de eerste vrouw van Möngke Khan - Quril Küregen 忽憐 (Hulian), 1245-1302, behoorde tot de Mongoolse stam van de Ikhires (亦乞列思), was een achterkleinzoon van Butu khürgen en een Mongoolse generaal die opstanden binnen het Mongoolse rijk neersloeg. Hij was gehuwd met Bayarun (伯雅伦), een dochter van Möngke Khan |
| 116.         |       |           | - Alaqush Tegin Quri 阿剌兀思剔吉忽里 (Alawusitujihuli, Alaqši Digid Quri), †1211, stamleider van de Onggud, vormde een alliantie met Dzjengis Khan en huwde in 1207 met Alakhai Bekhi (阿剌海別吉) een dochter van Dzjengis Khan - Korguz 闊里吉思 (Kuolijisi, Körgis), c. 1250-1298, leider van de Onggud, achterkleinzoon van van Alaqush Tegin Quri. Zijn stam behoorde tot de Nestorianen, zijn naam "Korguz" was afgeleid van Giwargis, de christelijke heilige Joris van Cappadocië, waardoor hij in christelijke bronnen koning Georgius werd genoemd en zo in verband werd gebracht met de legende van Pape Jan (priester-koning Johannes). Korguz speelde een rol in de strijd tussen Kadai en Koeblai Khan, hij sneuvelde in 1298 - Shuhunan 朮忽難 (J̌uqunan), †1309, leider van de Onggud, broer van Korguz - Shu'an 術安 (J̌u’an), †1312/14?, leider van de Onggud, zoon van Korguz - Barchuq Art Tegin 巴而朮阿而忒的斤亦都護 (Ba'ershu'a'er Tedejinyiduhu, Barǰuq art tigin), ?—?, bondgenoot van Dzjengis Khan, heerser van het Oeigoerse koninkrijk Qocho (dat toen een vazalstaat Kara-Kitan was. Hij sloot zich aan bij Dzjengis Khan en werd daarom ook wel de vijfde zoon van Dzjengis Khan genoemd en zijn gebied het vijfde district (ulus) - Qočqar tigin 火赤哈兒的斤 (Huochiha'er Dejin), †1283, achterkleinzoon van Barchuq Art Tegin, raakte betrokken bij de opstand van Kaidu tegen Koeblai Khan, de Oeigoerse koninklijke familie weigerde zich over te geven aan Kaidu, Qočqar tigin verloor zijn grondgebied en kwam daarbij om het leven - Neülin tigin 紐林的斤 (Niujindelin), †1318, zoon van Qočqar tigin, vroeg aan Koeblai Khan om steun om Kaidu te bestrijden om zo de dood van zijn vader te kunnen wreken - Timur Buqa 帖木兒補化 (Tiemu'er Buhua), †1351?, zoon van Neülin tigin, was in dienst van de Yuan, maar werd vermoord na onenigheid - Bayan buqa tigin 伯顏不花的斤 (Boyan buhuadejin), †1359, een achterkleinzoon van Qočqar tigin, bestreed de opstand van de Rode Hoofdbanden en pleegde daarbij zelfmoord |
| 117.         |       |           | - Jamuka 札木合 (Zhamuhe, J̌amuqa), †1206, Anda (bloedbroeder), maar later een rivaal van Dzjengis Khan, die hem uiteindelijk liet executeren - Targutai-Kiriltukh 塔而忽台 (Ta'erhutai, Tarqūtāī Qirīltūq), ?—?, khan van de Taichiud en rivaal van Dzjengis Khan - Toqto'a Beki 脫黑脫阿 (Tuoheituo'a, Toqto'a, Tōqtā), 1131-1205, khan van de Merkieten en rivaal van Dzjengis Khan |
| 118.         |       |           | Keiraïten 客烈亦 (Kelieyi)： - Ong Khan 王罕 (Wang Han), ook bekend als Toghrul (脫里 Tuoli), †1203, laatste khan van de Keiraïten, Anda (bloedbroeder) van Yesükhei en adviseur van diens zoon Dzjengis Khan. Zijn bondgenootschap met Dzjengis Khan wisselde sterk - Nilha-Sangum 桑昆 (Sangkun), 1154-?, zoon van Ong Khan, bestreed Dzjengis Khan en beïnvloedde daarmee zijn vader - Jakha Gambhu 札合敢不 (Zhaheganbu), ca.1150-1204, Keiraïtische prins, broer van Ong Khan en bondgenoot van Dzjengis Khan Naimanen 乃蠻 (Naiman)： - Tayang Khan 太陽罕 (Taiyang Han), †1204, werd 1200 khan van de Naimanen, sneuvelde in 1204 bij de Slag van Chakirmaut tegen Dzjengis Khan waarbij de Naimanen werden verslagen - Buyruq khan 不月魯克 (Buyueluke, Buyirugh qan), †1206, broer van Tayang Khan, khan van de zuidelijke Naimanen 1198-1206, sneuvelde bij een hinderlaag gelegd door Dzjengis Khan - Kuchlug 古出魯克 (Guchuluke, Küčülüg), †1218, zoon van Tayang Khan, vluchtte na de nederlaag bij de Slag van Chakirmaut naar het westelijk gelegen Kara-Kitan, maakte zich daar tot heerser en werd in 1218 gedood door Dzjengis Khan - Chaosi 抄思 (Ča'us), 1205-1248, kleinzoon van Kuchlug, werd na de verwoesting van Kara-Kitan in 1218 door de Mongolen een generaal in Mongoolse dienst - Biedeyin 別的因 (Betekin), 1229-1309, tweede zoon van Chaosi, Mongoolse legerleider |
| 119.         |       |           | - Muqali 木華黎 (Muhuali), 1170–1223, Mongoolse generaal en vertrouweling van Dzjengis Khan en van Ögedei Khan - Beilu 孛魯 (Bo’ol), 1197-1228, zoon van Muqali, erfde zijn positie - Tasi 塔思 (Taš), 1211-1239, kleinzoon van Muqali, een militaire commandant van de Jalairs - Badoulu 霸都魯 (Ba’atul), †1261, militaire commandant van de Jalair-stam in dienst van Koeblai Khan, kleinzoon van Muqali, speelde een belangrijke rol in de Toluidische Successieoorlog, de burgeroorlog tussen Koeblai Khan en zijn jongere broer Ariq Boke - Antong 安童, 1245/48-1293, achterkleinzoon van Muqali, belangrijke bestuurder onder Koeblai Khan - Wudoudai 兀都帶, 1272-1302, zoon van Antong, hoofd van de Kheshig, de keizerlijke garde - Baizhu 拜住, 1298-1323, kleinzoon van Antong, ambtenaar uit de vroege Yuan-dynastie |
| 120.         |       |           | Muqali 2 - Süghunčaq 速渾罕 (Suhunnan), ?-?, generaal, kleinzoon van Muqali - Nayan 乃燕 (Naiyan), tweede zoon van Süghunčaq en achterkleinzoon van Muqali - Šidie 碩德 (Shuod), ?-?, generaal, kleinzoon van Süghunčaq, leidde een leger naar de benedenloop van de Amoer - Berge Temür 別里哥帖木兒 (Bielige Tiemu'er), 1285-1317, ambtenaar, kleinzoon van Nayan - Seng'ü 相威 (Xiangwei), 1241-1284, generaal, derde zoon van Süghunčaq - Sarban 撒蠻 (Saman), ?—?, ambtenaar, zoon van Süghunčaq - Toqto 脫脫 (Tuotuo), 1264-1307, militair bevelhebber, zoon van Sarban - Dorǰi 朶兒只 (Duo'erzhi), 1304-1355, minister, zoon van Toqto - Dorjeban 朶兒直班 (Duo'erzhiban, Dorǰibal), 1315-1354), ambtenaar en confucianistisch geleerde, zoon van Berge Temür - Naimantai 乃蠻台, †1348, ambtenaar, kleinzoon van Bo’ol (Beilu) - Daisun 帶孫 (Tayisun), ?—?, militaire commandant, jongere broer van Muqali - Qutluq 忽圖魯 (Hutulu), 1243-1306, generaal, kleinzoon van Daisun - Tatardai 塔塔兒台 (Tata'ertai), 1235?-1276?, generaal, kleinzoon van Daisun |
| 121.         |       |           | - Bo'orchu 博爾朮 (Bo'ershu, Bo'orču), vanaf zijn vroege jeugd een trouwe bondgenoot van Dzjengis Khan - Üz temür 玉昔帖木兒 (Yuxi Tiemu'er), 1242-1295, functionaris, kleinzoon van Bo'orchu - Aruqtu 阿魯圖 (Alutu), †1351, hoge functionaris, achterkleinzoon van Bo'orchu - Niudegai 紐的該 (Ni'udegei), †1360, hoge functionaris, achterkleinzoon van Bo'orchu - Boroqul 博爾忽 (Bo'erhu), 1162–1217, militaire commandant onder Dzjengis Khan - ?Bu'ergu'er 布而古兒 脱歓 (tuōhuān), Toghon?, 千人隊長トゴン（Toghon ＞脱歓/tuōhuān,جوبوکور قوبیلایjūbūkūr qūbīlāī?）zoon van Boroqul - Ochicher 月赤察兒 (Yuechicha'er, Öčičer), 1249-1311, achterkleinzoon van Boroqul - Talahai 塔剌海 (Taraqai) †1308, hoffunctionaris, oudste zoon van Ochicher - ?Kuatou 𠇗頭, Torčiyan (淇陽王太師アスカン（Asqan/Torčiyan/Waidu ＞阿思罕/āsīhǎn 脱児赤顔/tuōérchìyán 𠇗頭/wāitóu ويتو جنکسانک/wāītū chīnksānk）, zoon van Ochicher - Tacha'er 塔察兒 (Taghača), †1238, generaal, zoon van Boroqul - Milicha'er 密里察而 (Miričar), †1267, legercommandant, kleinzoon van Tacha'er - Songdutai 宋都台 (Sondutai), †1276, generaal, kleinzoon van Tacha'er - Berke buqa 伯里閣不花 (Boligebuhua), †1314, generaal, tweede zoon van Milicha'er - Chilaowen 赤老溫 (Čilaghun), militaire commandant, een van de commandanten van de persoonlijke garde van Dzjengis Khan, zoon van Sorqan Shira (鎖兒罕失剌, Suo'erhanshila). Samen met Bo'orchu, Muqali en Boroqul stond hij bekend als de "Vier Helden" (四傑 Sijie, 四駿 Sijun, dörben külü'üd, vier snelle paarden) - Chala 察剌 (Čalan), militaire commandant, kleinzoon van Chilaowen - Toq Temür 脫帖穆兒 (Tuo Tiemu'er), 1265-1345, functionaris in het veroverde zuidelijk Song, kleinzoon van Chala - Örüg buqa 月魯不花 (Yuelubuhua), 1308-1366, functionaris, zoon van Toq Temür - Alahan 阿剌罕 (Alaqan), militair commandant, kleinzoon van Chilaowen - Jiandouban 健都班 (Gaindu-dpal), zoon van Alahan |
| 122.         |       |           | - Subedei 速不台 (Subotai, Sübütei), 1176-1248, belangrijke generaal in dienst van Dzjengis Khan, behoorde tot de "vier honden" - Uriyangkhadai 兀良合台 (Wulianghetai, Uriyanqadai), 1201-1272, generaal onder Ögedei Khan en Möngke Khan, zoon van Subedei - Aju 阿術 (Ashu), 1227–1287, generaal, zoon van Uriyangkhadai - Bürilgitei 卜憐吉歹 (Bolianjidai), ?-?, minister, zoon van Aju - Yesudai'er 也速䚟兒, 1254-1298, minister |
| 123.         |       |           | - Jelme 者勒蔑 (Zheleimi, J̌elme), 1160 – 1207, generaal, had een hechte band met Dzjengis Khan, oudere broer van Subedei. Behoorde met Jebe, Subedei en Khubilai Noyon tot de "vier honden" (四狗 sigou, dörben noghas) - Yesuntie'e 也孫帖額 (Yesün te'e), †1251, generaal, zoon van Jelme - Khubilai Noyon 忽必來 (Hubilai, Qubilai), †1211, generaal. Hij wordt ook Kublai Noyan genoemd, met de titel Nojon, behoorde tot de "vier honden" - Jebe 者別 (Zhebie), †1224, generaal, behoorde tot de "vier honden" |
| 124.         |       |           | - Shuchitai 朮赤台 J̌ürčedei, †1203, trouwe bondgenoot van Dzjengis Khan - Qietai 怯台 (Kehetei), ?–?, generaal, zoon van Shuchitai - Qadaq 哈答 (Hada), ?–?, generaal, zoon van Qietai - Weida'er 畏答兒 (Quyildar), †1203, stamleider van de Manghud - Boloqan 博羅歡 (Boluohuan), 1236/38-1300, generaal, achterkleinzoon van Quyildar - Bodou 伯都, †1324, ambtenaar, tweede zoon van Boloqan |
| 125.         |       |           | - Da'alitai 答阿里台 (Da'aridai Otčigin), ?–?, jongste zoon van Bartan Baatar (en daardoor broer van Yesükhei) - Menglike 蒙力克 (Mönglik Ečige), ?–?, clanhoofd van 晃豁坛 (Huanghuolan, Qongqotan), ondersteunde het gezin van Hoelun (moeder van Dzjengis Khan) en bleef loyaal aan hem - Tuoluan 脫欒 (Tulun Čerbi), generaal, zoon van Mönglik - Boba'er 伯八兒 ( Baibaq), †1275, generaal, kleinzoon van Mönglik - Kuokuochu 闊闊出 (Kököčü), ?–?, ook bekend als Teb Tenggeri (帖卜騰格理 tiebutenggeli), sjamaan, zoon van Mönglik - Huo'erchiwusun 豁兒赤兀孫 (Qorči usun ebügen), commandant in dienst van Dzjengis Khan, werd door Dzjengis Khan aangesteld als "Beki" (别乞, Bieqi), een priester - Chahe'anbuwa 察合安不窪 (Čaqa'an qo'a), ?–?, leider van een Mingghan gevormd uit de Negudai - Naya'a 納牙阿 (Naya'a noyan), ?–?, leider van een Mingghan gevormd uit de Baarins |
| 126.         |       |           | - Shigi Qutuqu Hudouhu 忽都虎 (Šigi Qutuqu), 1178–1260, functionaris en geadopteerde zoon van Dzjengis Khan - Quchu 曲出 (Küčü), ?—?, commandant van de vroege Occhigin Urus, een van de vier geadopteerde zonen door Hoelun, de moeder van Genghis Khan - Kuokuochu 闊闊出 (Kököčü), ?—?, commandant van de vroege Occhigin Urus, een van de vier geadopteerde zonen door Hoelun, de moeder van Genghis Khan - Chahan 察罕 (Čaghan), †1255, generaal, zoon van 曲也怯律 Quyeqielu - Muhuali 木華黎, ?—?, generaal, oudste zoon van Chahan - Tachu 塔出 (Taču), 1244-1280, generaal, kleinzoon van Chahan - Yilisahe 亦力撒合 (Ilegü saqal), †1295, generaal, kleinzoon van Quyeqielu - Lizhiliwei 立智理威, 1254-1310, generaal, zoon van Yilisahe - Hanjiane 韓嘉訥, ?-?, minister, zoon van Lizhiliwei |
| 127.         |       |           | - Yelü Chucai Yeluchucai 耶律楚材, ambtenaar, afkomstig uit de koninklijke familie van de Liao-dynastie van de Kitan - Yelü Zhu 耶律鑄, 1221-1285, ambtenaar, zoon van Yelü Chucai - Yelü Xiliang 耶律希亮, 1246-1327, regeringsfunctionaris, zoon van Yelü Zhu - Yelü Youshang 耶律有尚, 1235-1320, regeringsfunctionaris, kleinzoon van Yelü Shancai (耶律善才, 1172-1232, broer van Yelü Chucai) |
| 128.         |       |           | - Yilügai 亦魯該 (Ilügei), militaire leider van een duizendtal, hij diende die eerst Dzjengis Khan en daarna Ögedei Khan - Aleichi 阿勒赤, militaire leider van een duizendtal - Hunan 忽難 (Qunan), ?-?, militaire leider van een duizendtal, een van de medewerkers van Dzjengis Khan - Diegai 迭該 (Degei), militaire leider van een duizendtal, een van de medewerkers van Dzjengis Khan - Guchugu'er 古出古兒 (Küčügür), militaire leider van een duizendtal, een van de medewerkers van Dzjengis Khan, jongere broer van Degei - Muleiheleihu 木勒合勒忽 ( Mulqalqu), militaire leider van een duizendtal, een van de medewerkers van Dzjengis Khan - Boroqul 布拉忽兒 (Bulahu'er), 1162–1217, belangrijke generaal van Dzjengis Khan - Öngür Noyan 汪古兒 (Wanggu'er), ?-?, militaire leider van een duizendtal, neef van Dzjengis Khan - Zhedai 者歹 (J̌edei), militaire leider van een duizendtal, diende onder Dzjengis Khan en Tolui Khan - Duohuoleihu 朶豁勒忽 Doqolqu Čerbi, †1251, militaire leider van een duizendtal in de eerste helft van de 13e eeuw - Qarachar Noyan 哈剌察兒 (Halacha'er, Qaračar), 1166-1243/44 (of 1255/56), militaire leider diende onder Dzjengis Khan - Juokuoshuosi 闊闊搠思 (Kököčüs), militaire leider van een duizendtal in de eerste helft van de 13e eeuw - Huo'erhuosun 豁兒豁孫 Qorqosun, ?-?, militaire leider van een duizendtal - Mengguwu'er 蒙古兀兒 Möngke'ür, ?-?, militaire leider van een duizendtal, diende eerst onder Dzjengis Khan en daarna onder zijn zoon Jochi en kleinzoon Batu Khan - Ketie 客帖 Kete, ?-?, militaire leider van een duizendtal, diende onder Dzjengis Khan - Muge 木格 Müge, ?-?, militaire leider van een duizendtal - Suyiketu 速亦客禿 Süyiketü Čerbi, ?-?, militaire leider van een duizendtal, diende onder Dzjengis Khan - Zhongsuo 種索 J̌üsüg, ?-?, militaire leider van een duizendtal - Qingjiyadai 輕吉牙歹 Kinggiyada, ?-?, militaire leider van een duizendtal, diende onder Dzjengis Khan - Tayi'er 塔亦兒 Dayir, †1244, militaire leider, diende onder Dzjengis Khan - A'erhaihesa'er 阿兒孩合撒兒 Arqai Qasar, ?-?, militaire leider van een duizendtal, diende onder Dzjengis Khan - Balache'erbi 八剌撦兒必 Bala Čerbi, ?-?, militaire leider van een duizendtal, diende onder Dzjengis Khan - Balawoluona'ertai 八剌斡羅納兒台 Bala Oronaurtai, ?-?, militaire leider van een duizendtal - Zhangjie tiemu'er 掌吉帖木兒 J̌anggi, ?-?, militaire leider van groep militairen (Nöker) - Tiemu'er 帖木兒 Temür, ?-?, militaire leider van een duizendtal, diende onder Dzjengis Khan - Miegetu 蔑格禿 Mönggetü, ?-?, generaal - Heda'an 合答安 Qada'an, ?-?, militaire leider van een duizendtal - Xueyiwu'er 薛亦兀兒 Seče'ür, ?-?, militaire leider van een duizendtal - Yekeniewulin 也客捏兀隣 Yeke Neülin, ?-?, generaal - Duodai 朶歹 Dodai Čerbi, ?-?, generaal - Sukehai zhewen 速客孩者温 Sükegei J̌e'ün, ?-?, vooraanstaande vazal (?晃答豁児, 速客孩, 晃孩, Huangdahuo'er Sukehai Huanghai)? - He'erhuda 合兒忽答 ?Qali'udar 哈柳答児 (haliudaer)? - Biedouwen 別都溫 Moči Bedü'ün, ?-?, militaire leider van een duizendtal - Eldjigidèi Chidai 赤歹 Alčidai, ?-?, militaire leider van een duizendtal, zoon van Hachiun (jongere broer van Dzjengis Khan) - Duo'erbo duoheishen 朶兒伯多黑申 Dörbei doqsin, ?-?, militaire leider - Duoluo'adai 附朶羅阿歹 Dolo'adai, ?-?, militaire leider van een duizendtal |
| 129.         |       |           | - Qishilihei 乞失里黑 Kišiliq, ?-?, militaire leider van de Uryaut-Kilingut-clan, een van de medewerkers van Dzjengis Khan - *Badai 巴歹, militaire leider van een duizendtal - *Talicha 塔里察 Kišiligh (博理察 Bolicha), generaal - Chaowu'er 抄兀兒 Čo'ur, ?-?, generaal - Hasanna 哈散納 Husun/Hlüsün, †1255, militaire leider van een duizendtal - Shaogu'er 紹古兒 Saughur, ?-?, generaal - Hudouhu 忽都虎 †1293, generaal, kleinzoon Chaowu'er - Tiemaichi 鐵邁赤 Temeči, †1282, generaal - Hudou Tiemulu 虎都鐵木祿, ambtenaar, zoon van Tiemaichi - Tahai 塔海, ?—?, minister, kleinzoon van Tiemaichi en neef van Hudou Tiemulu - Bayan Badulu 拜延八都魯 Bayan Baghatur, ?—?, generaal - Niu'erjie 紐兒傑, ?-?, generaal - Buzhi'er 布智兒 Buǰir, 1180-1270, generaal, zoon van Niu'erjie - Anmuhai 唵木海 Yamughai, ?—?, generaal - Temutai'er 忒木台兒 Temder?, ?—?, generaal, zoon van Anmuhai - Chao'er 抄兒,?—?, militaire figuur - Chunzhihai 純只海 Čulčaqai, ?—?, generaal - Tiegudie'er 帖古迭兒, generaal, zoon van Chunzhihai - Dadali 大達里, generaal, zesde zoon van Chunzhihai - Yaozhu 咬住, ?—?, minister, zoon van Dadali |
| 130.         |       |           | - Kuokuo buhua 闊闊不花 Kökö Buqa, ?—?, generaal van Tataarse afkomst - Anzha'er 按札兒 Alčar, ?—?, generaal - Manghan 忙漢 Busan?, †1311, generaal, zoon van Anzha'er - Zhuochige 拙赤哥 Sekakage?, †1265, generaal, zoon van Anzha'er - Xiaonaitai 肖乃台 Seünidei, ?—?, generaal - Mowuda'er 抹兀答兒, ?—?, generaal, zoon van Xiaonaitai - Wulutai 兀魯台, †1275, generaal, zoon van Xiaonaitai - Tuoluohecha'er 脫落合察兒, †1287, generaal, zoon van Wulutai - Wuye'er 吾也而 Uyar, 1163-1258, generaal - Babuhu 拔不忽, 1245-1308, generaal - Shuozhituluhua 槊直腯魯華 J̌oči Torqaq, ?—?, generaal, behoorde tot de Keiraïten - Sajisibohua 撒吉思卜華 Sargis Buka?,†1233, ambtenaar, zoon van Shuozhituluhua - Ming'anda'er 明安答兒, †1253, jongere broer van Sajisibohua - Naidan 乃丹 Nadan, ?—?, generaal - Temutai 忒木台 Temüdei, ?—?, generaal - Aoluchi 奧魯赤 A'urughči, 1232-1297, generaal, zoon van Temutai - Tuohuanbuhua 脫桓不花 Togon buqa, ambtenaar, tweede zoon van Aoluchi |

##### Juan131-150, individuele biografieën 2
| juan 131-150 | Titel | Vertaling | Opmerkingen |
| ------------ | ----- | --------- | --- |
| 131.         |       |           | - Alaqian 阿剌淺 eigenlijk: Zhaba'er Huozhe 札八兒火者 (Jaʿfar Khoja جعفر خواجه), ?—?, vroege militaire bondgenoot van Dzjengis Khan, een afstammeling van de profeet Mohammed, zou volgens de Geschiedenis van de Yuan 118! jaar zijn geworden - Alawa'ersi 阿剌瓦而思 (Alawars), ?—?, Oeigoerse generaal diende Dzjengis Khan - Bubie 不別, achterkleinzoon van Alawa'ersi, commandant van de keizerlijke garde - Wodouman 斡都蠻 Otman, ?—?, generaal, speelde een rol in de strijd tijdens Qutugku Khan (r.1329), zoon van Bubie - Hazhi Haxin 哈只哈心 (Hajji Hāšim حجّ هاشم ), 1152-1268, Moslim afkomstig uit Iran die zich in Oost-Azië had gevestigd en in dienst trad bij Dzjengis Khan - Xisiqianbu 昔思鈐部 (Siri Gambo, Sgam-po), 1191-1259, Tangut generaal diende vanaf 1238 Batu Khan en Subutai bij hun veldtocht in Oost-Europa - Ailu 愛魯, 1226-1288, bestuurder, zoon van Siri Gambo - Xiaoqianbu 小鈐部, †1276, ambtenaar, zoon van Siri Gambo - Zhao'agepan 趙阿哥潘, ?—?, Tibetaanse generaal in Mongoolse dienst - Zhao Zhongxi 趙重喜, ?—?, generaal, zoon van Zhao'agepan - Taben 塔本 Tabun, †1243, Oeigoerse generaal in Mongoolse dienst - Aliqishi Tiemu'er 阿里乞失鐵木兒 Arqiš temür, †1256, minister, zoon van Taben - Dieliweishi 迭里威失 Derviš, ?—?, Oeigoerse minister in Mongoolse dienst, kleinzoon van Arqiš temür - Suoyao'erhademishi 鎖咬兒哈的迷失 Soyurgatmiš, †1321, minister, zoon van Derviš - Hesimaili 曷思麥里, †1255 Qus melik, oorspronkelijk in dienst van de Kara-Kitan, daarna een generaal in dienst van Dzjengis Khan |
| 132.         |       |           | - Zhalayi'ertai Huo'erchi 札剌亦兒台豁兒赤 (Saridagh, Jalairtai Korchi), generaal, leidde het zesde leger bij de Mongoolse invasie van Korea (1231-1270) - Taichu 塔出, ?—?, generaal, zoon van Jalairtai Korchi - Azhinai 阿只乃 Aǰul, ?—?, vocht met Dzjengis Khan om de Mongoolse stammen te verenigen - Huaidou 懷都 Qaidu, †1279, generaal, kleinzoon van Aǰul - Tahai Badu'er 塔孩拔都兒 (Taghai ba'atur, Tagay Baator), militaire leider van een duizendtal, diende onder Dzjengis Khan - Atahai 阿塔海, 1234-1289, commandant, speelde een rol bij de oorlog van Koeblai Khan met de zuidelijke Song, kleinzoon van Tagay Baator - Suge 速哥 Süge, ?–?, generaal in dienst van Ögedei Khan - Hulan 忽蘭 Kuran, ?-?, ambtenaar, vierde zoon van Süge - Shiluhai 失魯孩 (Šilügei, Šilüqai) generaal onder Dzjengis Khan - Maili 麥里 Melik, kleinzoon van Šilügei, militaire leider van een duizendtal - Xilijisi 昔里吉思 Sirgis, generaal, diende Dzjengis Khan vanaf jonge leeftijd |
| 133.         |       |           | - Chinqai 鎮海 (Zhenhai, Činqai), 1169–1252, ambtenaar-geleerde - Nianhe Chongshan 粘合重山 Čungšan, †1238, minister - Nianhe Nanhe 粘合南合, †1263, minister, zoon van Nianhe Chongshan - Mahmud Yalavach 牙剌窪赤 (Yalawachi, Maḥmūd Yalawāch محمود يلواچ), †1254, Sogdiër, financieel ambtenaar - Masud Beg 馬思忽惕 (Masihuti, Mas‘ūd Bek, مسعود بك), †1289, financieel ambtenaar, zoon van Maḥmūd Yalawāch - Liu Min 劉敏, 1201-1259, een van de eerste Han-Chinezen die het Mongoolse rijk diende als ambtenaar - Wang Dezhen 王德真, †1272, een van de eerste Han-Chinezen die het Mongoolse rijk diende als ambtenaar - Yang Weizhong 楊惟中, 1205-1259, Han-Chinese minister - Beiluhuan 孛魯歡 Bulghai, †1264, minister - Yexian buhua 也先不花 Esen buqa, †1309, minister - Dashiman 答失蠻 Dašman, 1248-1304, Moslim minister - Antan 按攤 Altan, †1309, Moslim ambtenaar - Arong 阿榮, †1333, minister - Shuosijian 搠思監 (Čosgen, ཆོས་ཀྱི chos-rje), †1364, minister - Manggesa'er 忙哥撒兒 Möngkese, †1254, militair en ambtenaar - Bodasha 伯答沙 (Pādišāh پادشاه ), †1332, ambtenaar, was ondanks zijn Perzische naam Pādišāh van Mongoolse afkomst |
| 134.         |       |           | - Yelü Liuge 耶律留哥, 1165-1220, vestigde in 1213 de Oostelijk Liao (1213-1269) en werd een bondgenoot van Dzjengis Khan - Yelü Xuedu 耶律薛闍, 1193-1238, zoon van Yelü Liuge, verbleef als gijzelaar aan het hof van Dzjengis Khan, werd met zijn instemming in 1226 heerser van Oostelijk Liao - Yelü Shouguonu 耶律收國奴, 1215-1259, zoon van Yelü Xuedu, werd in 1226 gijzelaar aan het Mongoolse hof en in 1238 heerser van Oostelijk Liao. Speelde een rol bij de Mongoolse invasie van Goryeo - Yelü Gunai 耶律古乃, 1234-1269, zoon van Yelü Shouguonu, volgde hem in 1259 op als heerser van Oostelijk Liao. In de Toluidische Successieoorlog tussen Koeblai Khan en zijn jongere broer Ariq Boke koos hij partij voor Koeblai Khan. In 1269 werd Oostelijk Liao door de Mongolen opgeheven - Yelü Shange 耶律善哥, 1213-1264, zoon van Yelü Liuge, diende in het Mongoolse leger onder meer bij de aanvallen op de Jin-dynastie (1115-1234) - Puxian Wannu 蒲鮮萬奴, Jurchen krijgsheer, vestigde de Oostelijke Xia-dynastie (1215–1233) in Mantsjoerije, was afwisselend een bondgenoot en tegenstander van de Mongolen, totdat zijn rijk in 1233 door Güyük Khan werd veroverd en Puxian Wannu werd terechtgesteld - Wang Xun 王珣, 1177-1224, behoorde tot de Kitan en was een militaire figuur in het westen van Liaoning tijdens de late Jin-dynastie, werd in 1217 een bondgenoot van Dzjengis Khan - Wang Rongzu 王榮祖, 1196-1260, generaal, zoon van Wang Xun |
| 135.         |       |           | - Yelü Ahai 耶律阿海, samen met zijn broer Yelü Tuhua een van de eerste Kitan die een bondgenoot werd van Dzjengis Khan, speelde een rol bij de verovering van Bukhara en Samarkand - Yelü Tuhua 耶律禿花 Yelü Toghan, ?-?, samen met zijn broer Yelü Ahai een van de eerste Kitan die een bondgenoot werd van Dzjengis Khan - Yelü Tumanda'er 耶律禿滿答兒, Kitan, kleinzoon van Yelü Tuhua, trouwde met Tuotuohui (脫脫灰), kleindochter van Koeblai Khan - Yelü Manggudai 耶律忙古帶, generaal, achterkleinzoon van Yelü Tuhua - Yila Nie'er 移剌捏兒, †1228, Kitan, generaal - Yila Mainu 移剌買奴, 1196-1235, generaal, zoon van Yila Nie'er - Shimo Yexian 石抹也先 Sekimatsu Esen, 1177-1217, Kitan bondgenoot van Dzjengis Khan - Shimo Zhala 石抹査剌, 1200-1243, generaal, zoon van Sekimatsu Esen - Shimo Kuluman 石抹庫祿滿, †1262, generaal zoon van Shimo Zhala - Shimo Ming'an 石抹明安, 1164-1216, minister - Shimo Xiandebo 鹹得卜, ?-?, minister, zoon van Shimo Ming'an - Shimo Beidie'er 石抹孛迭兒, ?-?, generaal - Shimo Haizhu 石抹海住, ?-?, generaal - Shimo Shichang 石抹世昌, 1246-1270, generaal, kleinzoon van Shimo Haizhu - Yelü Temo 耶律忒末, †1226, generaal - Yelü Tianyou 耶律天祐, ?-?, generaal, zoon van Yelü Temo |
| 136.         |       |           | - Pielijia Tiemu'er 仳里伽貼木兒 Bilge buqa, †1252, Oeigoerse ambtenaar - Yuelin Tiemu'er 岳璘貼木兒 Yulïn temür, ?—?, Oeigoerse ambtenaar, jongere broer van Bilge buqa - Dou'ermishi 都爾彌勢 Turmiš, †1262, Oeigoerse generaal, zoon van Yulïn temür - Halapuhua 哈剌普華 Qara buqa, ?—?, Oeigoerse ambtenaar, zoon van Yulïn temür - Xie Wenzhi 偰文質, ?—?, ambtenaar, zoon van Qara buqa - Xie Liechi 偰列篪, ambtenaar, zoon van Xie Wenzhi - Sajisi 撒吉思 Sargïs, ?—?, Oeigoerse ambtenaar - Dalima 答理麻 Darma, 1279-?, minister, kleinzoon van Sargïs - Hala'asilanduda 哈剌阿思蘭都大 Kara Arslan, Oeigoerse generaal - Tatatong'a 塔塔統阿 Tatatungү, de maker van het Mongoolse alfabet - Yuhu mishi 玉笏迷失, †1260, generaal, zoon van Tatatungү - Lihun mishi 力渾迷失, generaal, tweede zoon van Tatatungү - Halayihabeilu 哈剌亦哈北魯 Qara yiqači buyiruq, †1251, ambtenaar - Alin Tiemu'er 阿隣貼木兒 Arin temür, ?—?, Oeigoerse minister en vertaler, achter-achterkleinzoon van Qara yiqači buyiruq - Shalaban 沙剌班 Sarban, ?—?, Oeigoerse minister, naaste medewerker van keizer Toghon Temür (r.1333-1368), zoon van Arin temür - Shijieban 世傑班, 1319-?, ambtenaar, zoon van Sarban - Yelishu 野里術 Yelčük, ?—?, Oeigoerse generaal - Tiegeshu 鐵哥術 Tekečük, †1299, minister, zoon van Yelčük - Mengsusi 孟速思 Mungsuz, †1267, Oeigoerse ambtenaar - Ashi Tiemu'er 阿失貼木兒 Asiq temür,†1309, Oeigoerse ambtenaar, zoon van Mungsuz - Badan 八丹 Hattan?, ?—?, Oeigoerse generaal, nam aan de zijde van Koeblai Khan deel aan de Toluidische Successieoorlog - Asan 阿散 Hasan?, 1255-1304, ambtenaar, vierde zoon van Badan - Yinianzhen 亦輦真, 1296-1347, minister, kleinzoon van Badan - Xiban 昔班 Šiban, ?–?, minister - Woluosimi 斡羅思密 Oros Beg, generaal, zoon van Šiban |
| 137.         |       |           | - Yan Shi 嚴實, 1182-1240, generaal van Han-Chinese afkomst, actief in het Dongping-gebied - Yan Zhongji 嚴忠濟, †1293, militair, tweede zoon van Yan Shi - Yan Zhongsi 嚴忠嗣, †1273, militair, derde zoon van Yan Shi - Yan Zhongfan 嚴忠范, †1274, militair, vierde zoon van Yan Shi - Wang Yuru 王玉汝, †1255, een van de eerste Han-Chinezen die het Mongoolse rijk diende - Zhang Jinheng 張晉亨, †1276, militair figuur tijdens de late Jin-dynastie en het vroege Mongoolse rijk - Zhang Haogu 張好古, †1262, Han generaal die halverwege de 13e eeuw het Mongoolse rijk diende, zoon van Zhang Jinheng - Qi Rongxian 齊榮顯, †1270, generaal in het Dongping-gebied - Yue Cun 岳存, 1194-1262, sloot zich in Dongping aan bij Yanshi - Wang Delu 王德祿, 1193-1224, militair figuur tijdens de late Jin-dynastie en het vroege Mongoolse rijk - Xin Zengzuo 信亨祚, 1192-1240, generaal tijdens de late Jin-dynastie en het vroege Mongoolse rijk - Bi Shuxian 畢叔賢, 1200-1255, generaal tijdens de late Jin-dynastie en het vroege Mongoolse rijk - Yan Zhen 閻珍, generaal tijdens de late Jin-dynastie en het vroege Mongoolse rijk - Sun Qing 孫慶, generaal tijdens de late Jin-dynastie en het vroege Mongoolse rijk - Qi Gui 齊珪, volgde Yan Shi om de Zuidelijke Song-dynastie aan te vallen - Qi Bingjie 齊秉節, 1230-1291, een van de eerste Han-Chinezen die het Mongoolse rijk diende, zoon van Qi Gui |
| 138.         |       |           | - Shi Bingzhi 史秉直, 1175-1245, Han-Chinese krijgsheer die het Mongoolse rijk diende, een van de eerste Han die zich bij de Mongolen aansloten tijdens hun invasie van de Jin-dynastie - Shi Jindao 史進道, 1179-1243, broer van Shi Bingzhi - Shi Tianni 史天倪, 1187-1225, zoon van Shi Bingzhi - Shi Ji 史楫, 1214-1272, oudste zoon van Shi Tianni - Shi Quan 史權, zoon van Shi Tianni, broer van Shi Ji - Shi Yuanheng 史元亨, 1264-1317, kleinzoon van Shi Quan - Shi Tian'an 史天安, 1199-1255, tweede zoon van Shi Bingzhi - Shi Shu 史樞, 1221-1287, zoon van Shi Tian'an - Shi Tianze 史天澤 1202-1275, zoon van Shi Bingzhi, generaal en bestuurder - Shi Ge 史格, 1234-1291, oudste zoon van Shi Tianze - Shi Yao 史耀, 1256-1305, kleinzoon Shi Tianze - Shi Tianxiang 史天祥, 1191-1258, Han-generaal die het Mongoolse rijk diende, verwant aan Shi Bingzhi |
| 139.         |       |           | - Zhang Rou 張柔, 1190-1268, Han-prins die als krijgsheer het Mongoolse rijk diende - Zhang Hongyan 張宏彥, generaal, vierde zoon van Zhang Rou - Zhang Honglüe 張宏略, †1296, achtste zoon van Zhang Rou - Zhang Hongfan 張宏范, 1238–1280, versloeg de zuidelijke Song bij de Slag bij Yamen in 1279, negende zoon van Zhang Rou - Zhang Gui 張珪, 1264-1328, minister, zoon van Zhang Hongfan |
| 140.         |       |           | - Zhang Rong 張榮, 1182-1264, Han-Chinees die als krijgsheer het Mongoolse rijk diende - Zhang Bangjie 張邦傑, 1211-1254, zoon van Zhang Rong - Zhang Hong 張宏, 1229-1287, kleinzoon van Zhang Rong - Zhang Mi 張宓, 1279-1344, kleinzoon van Zhang Rong - Liu Ding 劉鼎, 1182-1232, door Zhang Rong benoemd tot gouverneur van Xingtai (行台) - Zhang Di 張迪, sloot zich aan bij Zhang Rong - Zhang Fu 張福, generaal, zoon van Zhang Di |
| 141.         |       |           | - Dong Jun 董俊, 1186-1233, Han-generaal die het Mongoolse Rijk diende - Dong Wenbing 董文炳, 1217-1278, generaal, oudste zoon van Dong Jun - Dong Shiyuan 董士元, 1235-1276, generaal, oudste zoon van Dong Wenbing - Dong Shixuan 董士選, 1253-1321, generaal, tweede zoon van Dong Wenbing - Dong Wenwei 董文蔚, †1268, generaal, tweede zoon van Dong Jun - Dong Wenyong 董文用, 1229-1302, ambtenaar, derde zoon van Dong Jun - Dong Shilian 董士廉, minister, zoon van Dong Wenyong - Dong Wenzhi 董文直, 1225-1276, generaal, vierde zoon van Dong Jun - Dong Wenzhong 董文忠, 1231-1281, generaal, achtste zoon van Dong Jun - Dong Shizhen 董士珍, 1254-1314, minister, zoon van Dong Wenzhong - Dong Shouzhong 董守中, 1273-1333, generaal, zoon van Dong Shizhen - Dong Shoujian 董守簡, 1292-1346, minister, zoon van Dong Shizhen - Dong Shiliang 董士良, †1327, minister, zoon van Dong Wenzhong - Dong Shigong 董士恭, 1278-1330, ambtenaar, zoon van Dong Wenzhong |
| 142.         |       |           | - Wang Shixian 汪世顯, 1195-1243, regeringsfunctionaris en generaal - Wang Zhongchen 汪忠臣, 1219-1266, generaal, zoon van Wang Shixian - Wang Dechen 汪德臣, 1222-1259, generaal, zoon van Wang Shixian - Wang Liangchen 汪良臣, 1231-1281, generaal, zoon van Wang Shixian - Wang Weizheng 汪惟正, 1242-1285, generaal, zoon van Wang Dechen |
| 143.         |       |           | - Shi Gui 石珪, †1223, Han-Chinees, militair vocht eerst met het "Leger van de rode jassen" (紅襖軍, Hong'aojun, erebellen in Shandong en Hebei die vochten tegen de Jin) en werd rond 1219 een bondgenoot van de Mongolen - Shi Tianlu 石天祿,1183-1236, oudste zoon van Shi Gui, legerleider in dienst van Ogedei - Wang Zhen 王珍, 1192-1256, Han-Chinese boer, werd een generaal in het Mongoolse leger, vocht in Henan onder Subotai. - Wang Wen'an 王文干, generaal, zoon van Wang Zhen - Yang Jiezhige 楊傑只哥, 1199-1239, Han-Chinese boer, sloot zich aan bij de Mongolen en werd legergeider. Staat bekend als de "Vliegende Generaal" (Feijiangjun 飛將軍) - Liu Tong 劉通, †1256, generaal bij de Mongolen, betrokken was bij de pacificatie van Noord-China - Liu Fuheng 劉復亨, †1283, Han-Chinees, generaal bij de Mongolen, zoon van Liu Tong, nam deel aan de Japanse expeditie - Liu Yuan 劉淵, 1258-1307, Han-Chinees, generaal bij de Mongolen, zoon van Liu Fuheng, nam vanf 1278 deel aan de pacificatie van Fujian, Guangzhou, Zhangzhou en Shaozhou - Liu Bin 劉斌, 1198-1259, generaal, Han-Chinees, richtte in navolging Zhang Rong een militie op en werd een bondgenoot van de Mongolen - Liu Sijing 劉思敬, 1231-1283, zoon van Liu Bin, volgde zijn vader op en kwam onder bevel van Koeblai Khan - Zhao Rou 趙柔, †1236, sloot zich in 1213 aan bij Dzjengis Khan - Zhao Cheng 趙晟, 1259-1332, generaal, kleinzoon van Zhao Rou - Geng Fu 耿福, †1233, Han-generaal, sloot zich in 1213 aan bij generaal Muhuali - Geng Jiyuan 耿繼元, †1294, ambtenaar, kleinzoon van Geng Fu |
| 144.         |       |           | - Zhang Zilian 張子良, 1194-1271, generaal - Zhang Mao 張懋, 1218-1280, generaal, zoon van Zhang Zilian - Wang Ji 王檝, 1184-1243?, Han-Chinees in dienst bij de Mongolen, generaal - Gao Xuan 高宣, Han-Chinees in dienst bij de Mongolen, generaal - Gao Tianxi 高天錫, Han generaal, zoon van Gao Xuan - Tashibuhua 塔失不花, ?-?, generaal, kleinzoon van Gao Tianxi - Di Shun 邸順, 1183-1256, sloot zich, mogelijk in 1214, aan bij Dzjenghis Khan - Di Jia 邸浹, 1223-1299, Han generaal, zoon van Di Shun, volgde Koeblai Khan - Di Cong 邸琮, 1205-1239, nam deel aan de aanval op de Jin-dynastie, zoon? van Di Shun - Di Ze 邸澤, 1229-1291, Han generaal, zoon van Di Cong - Zhang Quan 張全, generaal - Zhang Sizhong 張思忠, 1237-1275, generaal, zoon van Zhang Quan - Kuang Cai 匡才, 1188-1252, Han generaal - Kuang Guozheng 匡國政, 1247-?, ambtenaar, zoon van Kuang Cai - Xianbei Zhongji 鮮卑仲吉, ?-?, Han generaal - Jiao Deyu 焦德裕, 1220-1288, Han Chinees in dienst van de Mongolen - Li Bangrui 李邦瑞, †1235, Han Chinees in dienst van de Mongolen - Tang Qing 唐慶, †1232, generaal - Zhang Yu 張羽, †1276, generaal - Wang Jun 王鈞, †1267, ambtenaar |
| 145.         |       |           | - Zhao Tianxi 趙天錫, 1189-1238, generaal - Zhao Benheng 趙賁亨, 1229-1285, sloot zich aan bij Koeblai Khan bij zijn aanval op de zuidelijke Song, zoon van Zhao Tianxi - Zhao Jin 趙瑨, 1201-1280, Han generaal - Zhao Bingwen 趙秉溫, 1222-1293, ambtenaar, zoon van Zhao Jin - Zhao Bingzheng 趙秉正, 1242-1308, generaal, zoon van Zhao Jin - Zhao Di 趙迪, 1183-1252, Han generaal - Zhao Chunling 趙椿齡, 1218-1290, generaal, zoon van Zhao Di - Jia Talahun 賈塔剌渾, †1244, Han-Chinese militaire commandant die zich aansloot bij de Mongolen - Jia Lushiba 賈六十八, †1289, generaal, kleinzoon van Jia Talahun - Qiao Weizhong 喬惟忠, 1192-1246, generaal, sloot zich eerst aan bij Zhang Rou en vervolgens bij het Mongoolse leger - Yuan Xiang 袁湘, 1195-1253, generaal - Wang Zhao 王兆, ?-?, Han generaal - Liu Hui 劉會, generaal - Zhao Xiang 趙祥, 1197-1257, generaal - Nie Gui 聶珪, 1197-1252, generaal - Jin He 靳和, 1199-1265, generaal - Jin Yong 靳用, 1238-1313, generaal, tweede zoon van Jin He - Wang Shoudao 王守道, †1270, Han generaal - Li Boyou 李伯佑, Koreaan en generaal - Yang Yanzhen 楊彥珍, 1196-1265, generaal - Wu Xin 吳信, 1196-1263, generaal - Duan Zhi 段直, 1190-1254, sloot zich aan bij de Mongolen - Yang Gui 楊珪, generaal, zoon van Yang Yanzhen (1196-1265) - Zhou Xianchen 周獻臣, 1189-1262, generaal - Liang Cheng 梁成, generaal |
| 146.         |       |           | - Liu Bolin 劉伯林, 1150-1221, ambtenaar - Liu Heima 劉黑馬, 1199-1262, generaal, zoon van Liu Bolin - Liu Yuanzhen 劉元振, 1225-1275, generaal, oudste zoon van Liu Heima - Liu Yuanli 劉元禮, †1272, generaal, vijfde zoon van Liu Heima - Jiagu Changge 夾穀常哥, †1216, Jurchen-generaal in het Mongoolse rijk - Jiagu Manggudai 夾谷忙古帶, 1203-1272, zoon van Jiagu Changge - Guo Baoyu 郭寶玉, ?—?, sloot zich in 1214 aan bij Dzjengis Khan - Guo Dehai 郭德海, †1234, zoon van Guo Baoyu - Guo Kan 郭侃, 1217-1277, generaal en ambtenaar, zoon van Guo Dehai - Shi Tianying 石天應, 1162-1222, Han generaal - Shi Anwan 石安琬, †1299, generaal, zoon van Shi Zuozhong (石佐中, zelf zoon van Shi Tianyu 石天禹 en jongere broer van Shi Tianying) |
| 147.         |       |           | - Li Shouxian 李守賢, 1189-1234, Han generaal in Mongoolse dienst - Li Gou 李彀, 1222-1270, generaal, zoon van Li Shouxian - Li Bowen 李伯溫, †1227, oudere broer van Li Shouxian - Li Shouzheng 李守正, †1222, jongere broer van Li Shouxian - Li Shouzhong 李守忠, †1227, oudere broer van Li Shouxian (en van Li Shouzheng), jongere broer van Li Bowen - He Shi 何實, †1257, generaal - Liu Heng'an 劉亨安, †1243, generaal - Liu Shiying 劉世英, generaal, broer van Liu Heng'an - Xue Talahai 薛塔剌海, †1232, Han generaal in Mongoolse dienst - Xue Sijianu 四家奴, ?—?, kleinzoon van Xue Talahai - Gao Nao'er 高鬧兒, Jurchen generaal in Mongoolse dienst - Gao Yuanzhang 高元長, †1285, Jurchen generaal in Mongoolse dienst, zoon van Gao Nao'er - Gao Mieliqian 高滅里乾, ?–?, zoon van Gao Yuanzhang - Wang Yi 王義, 1181-1249, sloot zich aan bij het Mongoolse leger onder leiding van Muqali - Aodun Shiying 奧敦世英, ?-?, Jurchen, sloot zich aan bij het Mongoolse leger - Aodun Baohe 奧敦保和, ambtenaar, jongere broer van Aodun Shiying - Aodun Xikai 奧敦希愷, †1265, ambtenaar, oudste zoon van Aodun Baohe - Aodun Xiyin 奧敦希尹, †1274, ambtenaar, vierde zoon van Aodun Baohe - Tian Xiong 田雄, 1189-1246, generaal - Shi Qian 史千, generaal - Zhang Badu 張拔都, ?—?, Han generaal in Mongoolse dienst - Zhang Manggudai 忙古歹, ?-?, zoon van Zhang Badu - Zhang Shize 張世澤, zoon van Zhang Manggudai - Zhang Rong 張榮, 1158-1230, sloot zich aan bij het Mongoolse leger - Zhang Junzuo 張君佐, †1284, generaal, kleinzoon van Zhang Rong - Sun Wei 孫威, 1183-1240, vakman, maker van harnassen en schilden - Sun Gong 孫拱, kleinzoon van Sun Wei |
| 148.         |       |           | - Hao Heshang Badu 郝和尚拔都, 1204-1252, Han-generaal die het Mongoolse Rijk diende - Hao Tianting 郝天挺, 1247-1313, zoon van Hao Heshang Badu - He Boxiang 何伯祥, 1203-1259, Han-generaal die het Mongoolse Rijk diende - He Wei 何瑋, 1245-1310, minister, zoon van He Boxiang - Wang Shan 王善, 1183-1243, sloot zich aan bij de Mongolen - Wang Qinduan 王慶端, 1225-1304, militair, zoon van Wang Shan - Liang Ying 梁瑛, 1191-1256, generaal - Lian Tianxiang 梁天翔, 1239-1293, ambtenaar, derde zoon van Liang Ying - Du Feng 杜豐, 1190-1256, sloot zich aan bij de Mongolen - Du Siming 杜思明, generaal, zoon van Du Feng - Du Sizhong 杜思忠, generaal, tweede zoon van Du Feng - Du Sijing 杜思敬, 1235-1320, ambtenaar en medicus, derde zoon van Du Feng - Wang Yu 王玉, 1191-1260, sloot zich in 1217 aan bij de Mongolen - Wang Chen 王忱, 1237-1315, ambtenaar, zoon van Wang Yu |
| 149.         |       |           | - An Zhu'er 按竺邇 Ančul, 1195-1263, generaal - Cheli 車里 Čelig, ?—?, minister, zoon van Ančul - Buluheda 步魯合答 Bolod qada, generaal, zoon van Čelig - Zhao Guobao 赵國寶, †1267, generaal, zoon van Ančul - Zhao Shiyan 趙世延, †1336, ambtenaar, zoon van Zhao Guobao - Ye Juntai 野峻台 Yesüdei, ?—?, generaal, zoon van Zhao Shiyan - A Bazhi 阿巴直 (赵国安 Zhao Guo'an, Temür), ?—?, generaal jongere broer van Zhao Guobao - Ma Yuenaihe 馬月乃合, 1216-1263, Nestoriaan, minister - Ma Run 馬潤, 1255-1313, ambtenaar kleinzoon van Ma Yuenaihe - Ma Zuchang 馬祖常, 1279-1338, ambtenaar en dichter, achterkleinzoon van Ma Yuenaihe |
| 150.         |       |           | - Chormaqan 綽兒馬罕 (Chuo'ermahan, Čormaqan), †1241, generaal onder Dzjengis Khan en Ögedei Khan en gouverneur van de veroverde regio's van de Kaukasus en Perzië - Xilamen 希拉們 Širemün, generaal en commandant van de Iraanse en Azerbeidzjaanse grenstroepen van het Mongoolse rijk, zoon van Chormaqan - Baiju 貝住 Beizhu, ?—?, Mongoolse krijgsheer, nam positie van Chormaqan over en werd tweede opperbevelhebber van het Perzische garnizoen - Dai'er Batu 岱爾拔圖 (艾面 Aimao of 愛平 Aibai, Ai beg), †1254, generaal - Yesü Tai'er 也速台兒 Yesüder, †1288, generaal, zoon van Ai beg - Tuohucha'er 脫忽察兒, †1221, generaal - Tugecha'er 圖格察兒 Tochahar, onduidelijk of hij dezelfde persoon is als Tuohucha'er of een andere persoon - Suketu 速客圖 Süyiketü Čerbi,？—？, Mongoolse militaire leider - Sali 撒里 Sali Noyan, ?-?, commandant van het grensleger tussen Iran en Azerbeidzjan van het Mongoolse rijk - Cheng Tiemu'er 成帖木兒 Chin Temur, eerste hoofd van het bestuursorgaan van het Mongoolse Rijk in Iran - Korguz 庫而古司 (Ku'ergusi, Körgüz) †1242, Oeigoer, was 1236-1242 gouverneur van Khorasan - Arghun Aqa 阿兒渾 A'erhun, fl.1220-1275, was 1243-1255 gouverneur van het door de Mongolen beheerste gebied in Perzië - Nawrūz 尼佛魯慈 (Nifoluci, Nawrūz نوروز) †1297, bestuurder in het Il-kanaat, zoon van Arghun Aqa |

##### Juan151-170, individuele biografieën 3
| juan 151-170 | Titel | Vertaling | Opmerkingen |
| ------------ | ----- | --------- | --- |
| 151.         |       |           | - Chang Yaozhu 常咬住, 1244-1304, ambtenaar - Chang Pulanxi 普蘭奚, 1277-?, ambtenaar, zoon van Chang Yaozhu - Chang Puhua 常普化, zoon van Chang Pulanxi - Aotun Shiying 奧屯世英, 1191-1252, generaal - Aotun Zhen 奧屯貞, 1240-1306, ambtenaar, oudste zoon van Aotun Shiying - Yeheidie'er 也黑迭兒, †1312, (Amir al-Dīn أمير الدين), architect, ontwierp Khanbaliq - Shimo Mingli 石抹明里, 1242-1310, ambtenaar verantwoordelijk voor bereiding van maaltijden - Liuhala Badulu 劉哈剌八都魯, †1295, geneeskundige - Xu Guozhen 許國禎, geneeskundige - Xu Yi 許扆, zoon van Xu Guozhen - Han Lin 韓麟, ambtenaar en geneeskundige |
| 152.         |       |           | - Yuelimasi 月里麻思, †1277, Naiman-generaal - Tabuyi'er 塔不已兒, †1254, generaal - Zhongxi 重喜, †1277, generaal, zoon van Tabuyi'er - Qieqieli 怯怯里, ?—?, generaal - Xiangwusu 相兀速, ?—?, generaal, zoon van Qieqieli - Beihan 孛罕 Böhan?, †1235, generaal - Hudou 忽都 Qudu, †1268, generaal, zoon van Beihan - Shanche Badu'er 苫徹拔都兒 Quča baghatur, ?—?, generaal afkomstig uit de Kiptsjak-divisie - Haba'ertu 哈八兒禿 Qabultu, ?—?, generaal/ambtenaar - Cha Han 察罕, †1301, zoon van Qabultu - A'ersilan 阿兒思蘭 Arslan, ?—?, generaal - Asanzhen 阿散真, militair, zoon van Arslan - Shila Badu'er 失剌拔都兒 Šira baghatur, †1302, generaal - Kou'erji 口兒吉 Georgi, †1311, generaal, behoorde tot de Alanen - Al al-Din 阿老瓦丁Alaowading, (Aladdin علاء الدين), †1312, Moslim uit Perzië, expert voor trebuchetten - Yisimayin 亦思馬因 (Ismail إسماعيل), Moslim uit Irak, expert voor trebuchetten - Shilibo 失里伯 Silibai, †1281, generaal - Baiyan 拜延 Bayan, †1282, Tangut-generaal - Helajiang 合剌江, generaal - Kundoudai 坤都岱, generaal - Wukedai 烏克岱, generaal, oudste zoon van Kundoudai - Xushidai 勖實帶, generaal en dichter - Zhi'erhalang 只兒哈郎, †1300, generaal - Tulubuhua 禿魯不花, †1308, ambtenaar, zoon van Zhi'erhalang - Yaozhuge 咬住哥, functionaris, zoon van Tulubuhua |
| 153.         |       |           | - Tian Sishu 田嗣叔, generaal - Tian Zicheng 田子成, generaal, tweede zoon van Tian Sishu - Meng De 孟德, kreeg in 1236 opdracht het Jinan-leger te leiden - Meng Yi 孟義, zoon en opvolger van Meng De - Zheng Yi 鄭義, †1232, generaal - Zheng Jiang 鄭江, †1271, generaal, zoon van Zheng Yi - Gong Yanhui 鞏彥暉, 1204-1259, militair commandant - Gong Xin 鞏信, militair commandant, oudste zoon van Gong Yanhui - Liu En 劉恩, †1285, generaal - Shi Gaoshan 石高山, 1228-1303, generaal - Sui Shichang 隋世昌, generaal - He Zhi 賀祉, †1288, generaal - Chu Ding 楚鼎, sloot zich aan bij het Mongoolse leger - Zhang Jun 張均, †1314, militair commandant - Wang Xila 王昔剌, †1279, militair commandant - Wang Ning 王寧, zoon en opvolger van Wang Xila - Li Tianyou 李天祐, generaal |
| 154.         |       |           | - Hanghusi 杭忽思, ?—?, heerser van Alanië, sloot zich aan bij de Mongolen - Atachi 阿塔赤, †1274, oudste zoon van Hanghusi - Boda'er 伯答兒 Baidar, †1300, Alaanse generaal - Badu'er 拔都兒 Baghatur, †1297, Alaanse generaal - Biejilian 別吉連, generaal, zoon en opvolger van Baghatur - Tiechi 帖赤, Tataarse, generaal - Tiemu'er Tuohuan 帖木兒脫歡, generaal, zoon van Tiechi - Tiemu'er Buhua 帖木兒不花 Temür buqa, generaal, zoon van Tiechi - Hudousi 忽都思, †1255, generaal - Heshang 和尚 Qošang, ambtenaar, zoon van Hudousi - Qiannu 千奴, 1284-1324, ambtenaar, zoon van Heshang - Yexiannai 葉仙鼐, †1306, Oeigoerse generaal en ambtenaar - Tiegeshu Tanhua'aihuchi 帖哥朮探花愛忽赤 Tekečük Tamgha Ayghuč, Oeigoerse generaal en ambtenaar - Tuoli Shiguan 脫力世官 Töre, ?—?, minister, zoon van Tekečük - Yehan Dejin 也罕的斤 Yaghan Tegin, †1291, generaal afkomstig van de Karlukken - Danzhi'er 旦只兒 Tanzil?, †1289, Tataarse generaal - Tuohuan 脫歡 Toghon, ?-?, ambtenaar, behoorde tot de Jalairs - Bolanxi 勃蘭奚 Buralghi, ?-?, generaal - Qielie 怯烈 Kerei, †1300, generaal, betrokken bij de verovering van en het bestuur over Yunnan en Birma - Yuejulianchihaiya 月舉連赤海牙 Yügrünči qaya, †1304, Oeigoerse generaal - Yesü Dai'er 也速䚟兒 Yesüder, †1288, generaal afkomstig uit Kangli - Xidou'er 昔都兒 Šikdür, †1298, generaal afkomstig van de Kiptsjaken - Kuolijisi 闊里吉思 Körgis, 1251-1311, minister - Boxing 伯行 Baisin?, 1251-1311, minister afkomstig van de Kiptsjaken - Tielian 鐵連 Telen, 1218-1281, generaal afkomstig van de Naimanen - Marco Polo 謨克博羅 Mokeboluo, 1254-1324, Venetiaanse handelaar |
| 155.         |       |           | - Ajall Shams al-Din Omar 賽典赤贍思丁 (Saidianchi sansiding, Sayyid Ajall Shams ad-Din Omar al-Bukhari سید اجل شمس‌الدین عمر بخاری), 1279-1211, eerste door de Mongolen benoemde gouverneur van Yunnan (1274-1279), afkomstig uit Buchara - Nasr al-Din 納速拉丁 (Nasulading, Nasr ad-Din نصرالدین), †1292, gouverneur van Yunnan 1279-1284, nam deel aan de campagnes in Birma en Annam, werd in 1291 gouverneur van Shaanxi, zoon van Ajall Shams al-Din Omar - Sayyid Ajall Omar 賽典赤烏馬兒 (Saidianchi Wuma'er, Sayyid Ajall Omar السيد إجل عمر), minister, tweede zoon van Nasr al-Din - Huxin 忽辛 (of: 忽先? Huxian, Hoessein), †1310, minister, derde zoon van Nasr al-Din - Buluhaiya 布魯海牙 Bulut Qaya, 1197-1265, Oeigoerse minister - Lian Xixian Lianxixian 廉希憲 (xiàn), 1231-1280, Oeigoerse generaal en ambtenaar, zoon van Bulut Qaya - Lian Xixian 廉希賢 (xián), 1247-1275, jongere broer van Lian Xixian - Lian Huishan Haiya 廉惠山海牙 Lian Huishan qaya, ?—?, ambtenaar, kleinzoon van Bulut Qaya - Kuokuo 闊闊 Kökö, 1223-1262, minister, behoorde tot de Merkieten - Jiantong 堅童, 1253-1291, ambtenaar, zoon van Kökö |
| 156.         |       |           | - Gao Zhiyao 高智耀, 1206-1271, Tangut en confucianistische geleerde - Gao Rui 高睿, 1249-1314, minister, zoon van Gao Zhiyao - Gao Nalin 高納麟, 1281-1359, minister, zoon van Gao Rui - Li Zhen 李楨, 1200-1258, Tangut en generaal - Liu Rong 劉容, ?—?, ambtenaar en generaal, zijn vader Liu Haichuan (劉海川) was afkomstig uit Westelijke Xia - Kuokuochu 闊闊出, ?—?, ambtenaar - Tuohuan 脫歡, ?-?, ambtenaar - Duo'erchi 朶兒赤 Dorči, 1246-1307, Tangut-generaal - Rentong 仁通, †1329, ambtenaar, zoon van Dorči - Anbo 暗伯 (Ambai, Ambāī az tangqūt امبای از تنگقوت), ?–?, Tangut-generaal en ambtenaar - Yilianzhenban 亦憐真班, †1354, minister, zoon van Ambai |
| 157.         |       |           | - Liu Bingzhong 劉秉中, 1216–1274, ambtenaar en architect, ontwierp zowel Dadu (hoofdstad van de Yuan) als de zomerhoofdstad Xanadu (Shangdu) - Liu Bingshu 劉秉恕, ambtenaar, jongere broer van Liu Bingzhong - Zhang Wenqian 張文謙, 1216-1283, minister - Dou Mo 竇默, 1196-1280, ambtenaar - Yao Shu 姚樞, 1201-1278, ambtenaar en neo-confucianist - Yao Wei 姚煒, ambtenaar, zoon van Yao Shu - Yao Sui 姚燧, 1238–1313, ambtenaar en dichter, neef van Yao Shu |
| 158.         |       |           | - Shang Ting 商挺, 1209-1289, minister - Shang Hu 商琥, †1293, ambtenaar, zoon van Shang Ting - Shang Qi 商琦, †1304, ambtenaar, zoon van Shang Ting - Zhao Liangbi 趙良弼, 1216-1286, Jurchen-minister - Yang Guo 楊果, 1195-1269, ambtenaar - Song Zizhen 宋子貞, 1186-1266, minister - Zhao Bi 趙璧, 1220-1276, ambtenaar - Zhang Xiongfei 張雄飛, ?—?, ambtenaar |
| 159.         |       |           | - Bayan 伯顔 Boyan, 1236-1295, generaal, opperbevelhebber van het expeditieleger tijdens de verovering van de Zuidelijke Song-dynastie - Xiangjiashili 相嘉失里, ambtenaar, kleinzoon van Boyan |
| 160.         |       |           | - Alihaiya 阿里海涯 Ariq Qaya, 1227-1286, Oeigoerse militair strateeg en politiek figuur - Sewinch Qaya (Sevinču qaya, 小雲石海涯 xiaoyunshi haiya, Guanyunshi 貫雲石), 1286-1324 , Oeigoerse schrijver - Arakhan 阿剌罕 Alahan, 1233-1281, generaal - Yesüdie'er 也速迭兒 (ook: 也速台兒 Yesütai'er en 也速答兒 Yesüda'er), generaal, zoon van Arakhan - Mangwutai 忙兀台 Mangudai?, †1290, Tataren-generaal - Wanzhe Badu 完者拔都 (Ölǰeitü baghatur, Olgeit Baatar?), 1240-1298, Kiptsjaken-generaal |
| 161.         |       |           | - Angji'er 昂吉兒 Angir, †1295, Tangut-generaal - Haladai 哈剌䚟 Qaradai, 1237-1307, generaal, behoorde tot de Karlukken - Hulachu 忽剌出 Qulaču, †1286, generaal - Yedimishi 葉諦彌實, 1225-1294, generaal - Talichi 塔里赤 Taliči, ?-?, generaal, afkomstig uit Kangly - Shaquan 沙全 (Ča'urči, ook 抄児赤 Chao'erchi), ?-?, generaal, behoorde tot de Karlukken - Yezhili 謁只里, 1240-1282, Jurchen-ambtenaar - Nangjiadai 囊加歹 Nangghiyadai, ?-?, generaal, behoorde tot de Naimanen |
| 162.         |       |           | - Li Ting 李庭, †1304, Jurchen-generaal - Liu Guojie 劉國傑, 1234-1305, Jurchen-generaal |
| 163.         |       |           | - Li Hulanji 李忽蘭吉, †1296, Han-generaal - Zheng Ding 鄭鼎, 1215-1277, Han-Chinees sloot zich aan bij het Mongoolse leger - Zheng Fu 鄭甫, ambtenaar, broer van Zheng Ding - Zheng Anxiao 鄭昂霄, 1270-1329, ambtenaar, zoon van Zheng Fu - Zheng Zhiyi 鄭制宜, 1260-1306, ambtenaar, zoon van Zheng Ding - Zheng A'ersilan 鄭阿兒思蘭, †1310, ambtenaar, zoon van Zheng Zhiyi - Li Jin李進, †1295, Han-Chinees die zich aansloot bij de Mongolen - Shimo Anzhi 石抹按只, †1273, generaal - Shimo Bulao 石抹不老, generaal, zoon van Shimo Anzhi - Zheng Wen 鄭溫, 1211-1291, Han-Chinees die zich aansloot bij de Mongolen - Zheng Gang 鄭釭, ambtenaar, tweede zoon van Zheng Wen - Zheng Quan 鄭銓, ambtenaar, derde zoon van Zheng Wen - Shimo Qi'er 石抹乞兒, †1267, generaal, Kitan - Shimo Gougou 石抹狗狗, 1289, generaal, Kitan, zoon van Shimo Qi'er |
| 164.         |       |           | - Niulin 紐璘 Neülin, †1263, generaal - Yesuda'er 也速答兒 Yesüder, ?—?, generaal, zoon van Neülin - Nangjiatai 囊加台 Nangiadai, †1329, generaal, zoon van Yesüder - Dashi Badulu 答失八都魯 Taš baghatur, †1358, generaal, zoon van Nangiadai - Bolad Temür 孛羅帖木兒 (Beiluo Tiemu'er, Bolod temür), †1365, krijgsheer, zijn dochter Bayan Khutugh was de tweede vrouw van keizer Toghon Temür (r.1333-1368) - Suge 速哥 Süge, ?—?, generaal - Tanmachi 探馬赤, †1282, generaal - Tahai Tiemu'er 塔海帖木兒 Taghai temür, †1289, generaal |
| 165.         |       |           | - Zhang Xingzu 張興祖, 1221-1295, generaal - Ning Yu 寧玉, 1236-1302, generaal - Zhang Rongshi 張榮實, 1218-1278, generaal - Zhang Yu 張玉, †1288, generaal, zoon van Zhang Rongshi - Lü De 呂德, 1228-1291, militaire leider - Zhu Guobao 朱國寶, 1229-1288, ambtenaar - Wu You 吳佑, †1277, generaal - Wu Anmin 吳安民, †1300, generaalzoon van Wu You - Liang Zhen 梁禎, 1227-1297, generaal - Zhang Taiheng 張泰亨, †1277, generaal - Zhang Jizu 張繼祖, - - Zhang Zhen 張珍, †1353, achterkleinzoon van Zhang Taiheng - Wang Shouxin 王守信, 1238-1293, generaal - Huang Yi 皇毅, 1231-1297, ambtenaar - Jin Zhong 靳忠, generaal - Cai Zhen 蔡珍, generaal - Han Jin 韓進, generaal - Liu Yongshi 劉用世, generaal - Liu Shi'en 劉世恩, ambtenaar, oudste zoon van Liu Yongshi - Liu Shiying 劉世英, ambtenaar, tweede zoon van Liu Yongshi - Su Jin 囌津, - - Wang Jun 王均, 1227-1290, ambtenaar - Ji Tingzhang 季庭璋, generaal |
| 166.         |       |           | - Zhang Xi 張禧, 1217-1291, generaal, nam deel aan de Mongoolse invasies van Japan - Zhang Honggan 張宏綱, 1237-1301, generaal, zoon van Zhang Xi - Jia Fu 賈輔, 1192-1254, generaal - Jia Wenbei 賈文備, †1304, generaal, zoon van Jia Fu - Wang Guochang 王國昌, †1273, generaal, streed in Goryeo op doorreis naar Japan - Wang Tong 王通, ?–?, generaal, zoon van Wang Guochang - Jie Cheng 解誠, †1293, generaal - Zhao Xiala 趙匣剌, †1275, generaal - Kong Yuan 孔元, †1282, generaal - Zhang Hong 張洪, generaal - Zhao Bocheng 趙伯成, 1233-1309, generaal - Hu Yi 虎益, 1237-1299, generaal - Zhang Wanjianu 張萬家奴, †1283, generaal die Sichuan aanviel - Zhang Xiaozhong 張孝忠, generaal, zoon van Zhang Wanjianu (** Bao Tong 保童) - Guo Ang 郭昂, 1229-1289, generaal - Guo Jia 郭嘉, ?—?, ambtenaar, kleinzoon van Guo Ang - Qi Gongzhi 綦公直, †1286, generaal - Qi Manggutai 綦忙古台, ?—?, generaal, derde zoon van Qi Gongzhi - Wanyan Shizhu 完顏石柱, †1283, Jurchen-generaal - Cheng Jiefu 程介福, 1223-1289, generaal - Zhang Li 張立, generaal |
| 167.         |       |           | - You Xian 游顯, 1210-1383, ambtenaar, gouverneur van de provincie Jiangxi - Jia Juzhen 賈居貞, 1218-1280, ambtenaar - Jia Jun 賈鈞, †1312, ambtenaar - Zhao Bing 趙炳, 1222-1280, ambtenaar - Li Dehui 李德輝, 1218-1280, ambtenaar - Lü𡌳? 呂𡌳, 1237-1315, ambtenaar - Zhang Dehui 張德輝, 1195-1275, ambtenaar - Ma Heng 馬亨, 1207-1277, ambtenaar - He Rongzu 何榮祖, 1221-1300, minister - Cheng Silian 程思廉, 1235-1296, ambtenaar |
| 168.         |       |           | - Hao Jing 郝經, 1223-1275, officier en confucianistische geleerde - Gou Zongdao 苟宗道, ambtenaar, volgde Hao Jing op als gezant bij de Zuidelijke Song-dynastie |
| 169.         |       |           | - Chen Hu 陳祜, 1222-1277, ambtenaar - Chen Siqian 陳思謙, 1283-1353, ambtenaar kleinzoon van Chen Hu - Chen Tianxian 陳天祥, 1230-1316, ambtenaar, broer van Chen Hu |
| 170.         |       |           | - Xu Heng 許衡, 1209–1281, neo-confucianistische geleerde - Xu Shijing 許師敬, ?-?, minister, zoon van Xu Heng - Liu Yin 劉因, 1249-1293, neo-confucianistische geleerde en dichter - Wu Cheng 吳澄, 1249-1333, neo-confucianistische geleerde - Wu Dang 吳當, 1297-1361, ambtenaar, kleinzoon van Wu Cheng |

##### Juan171-190, individuele biografieën 4
| juan 171-190 | Titel | Vertaling | Opmerkingen |
| ------------ | ----- | --------- | --- |
| 171.         |       |           | - Li Ye 李冶, 1192–1279, ambtenaar, wiskundige en schrijver - Zhu Shijie 朱世傑, 1270-1330, wiskundige - Yang Gongyi 楊恭懿, 1225-1294, ambtenaar, werkte aan een kalenderhervorming - Wang Xun 王恂, 1235-1291, wiskundige - Guo Shoujing 郭守敬, 1231–1316, ambtenaar, astronoom, wiskundige en waterbouwkundige - Qi Luqian 齊履謙, 1263-1329, astronoom en astroloog |
| 172.         |       |           | - Zhang Tingzhen 張庭珍, 1229-1284, ambtenaar - Zhang Tingrui 張庭瑞, 1234-1290, ambtenaar, jongere broer van Zhang Tingzhen - Zhang Lidao 張立道, †1298, ambtenaar - Liang Ceng 梁曾, 1242-1322, ambtenaar en magistraat - Li Kezhong 李克忠, 1246-1301, ambtenaar - Li Ji 李稷, 1304-1364, ambtenaar en historicus |
| 173.         |       |           | - Guo Rumei 郭汝梅, - - Zhang Bing 張炳, - - Yuan Yu 袁裕, 1226-1284, ambtenaar - Meng Qi 孟祺, minister - Wang Tingyu 王庭玉, - - Liu Haoli 劉好禮, 1227-1288, ambtenaar - Li Yuan 李元, ambtenaar - Zhang Chu 張礎, 1232-1294, ambtenaar - Chen Yuankai 陳元凱, - - Xu Ji 許楫, 1219-1289, ambtenaar - Sun Xian 孫顯, stadsbestuurder - Wang Xianzu 王顯祖, - |
| 174.         |       |           | - Li Bingyi 李秉彞, - - Tan Cheng 覃澄, - - Xie Zhongwen 謝仲溫, 1223-1302, ambtenaar - Jiang Yu 姜彧, 1218-1293, ambtenaar - Gao Yuan 高源, ? – ?, ambtenaar - Han Zheng 韓政, - - Feng Hu 馮岵, - - Hu Zhiyu 胡祗遹, 1227–1293, ambtenaar en dichter - Wang Gang 王綱, - - Wang Sicong 王思聰, - - Cao Shigui 曹世貴, - - Zhan Shilong 詹士龍, - - Gao Liangbi 高良弼, - - Bai Dong 白棟, ambtenaar - Wugu Sunze 烏古孫澤, 1250-1315, minister, behoorde tot de Jurchen - Wugu Sunliangzhen 烏古孫良楨, ?—?, ambtenaar, zoon van Wugu Sunze - Zhao Hongwei 趙宏偉, 1244-1326, ambtenaar - Zhao Lian 趙璉, †1353, minister, kleinzoon van Zhao Hongwei - Zhao Wan 趙琬, †1367, kleinzoon van Zhao Hongwe, jongere broer van Zhao Lian |
| 175.         |       |           | - He Renjie 賀仁傑, politiek figuur - He Sheng 賀勝, 1271-1320, minister, zoon van He Renjie - Tai Ping 太平 (He Weiyi 賀惟一), 1301-1363, premier, terechtgesteld, zoon van He Sheng - Yexianhudou 也先忽都 (He Jun 賀均), 1320-1363, ambtenaar, zoon van He Weiyi (Taiping) - Jia Xila 賈昔剌, ?—?, functionaris - Chou Nizi 丑妮子, †1259, militair, zoon van Jia Xila - Hu Linchi 虎林赤, ?—?, functionaris, zoon van Chou Nizi - Tujian Buhua 禿堅不花, ?—?, functionaris, geëxecuteerd, zoon van Hu Linchi - Lü Hela 呂合剌, politiek adviseur - Lü Tianlin 呂天麟, ?-?, minister, zoon van Lü Hela - Lü Tianqi 呂天祺, - |
| 176.         |       |           | - Hong Pok-wŏn 洪福源 Hong Fuyuan, 1206–1258, krijgsheer uit Goryeo, sloot zich in 1231 aan bij de Mongolen - Hong Ta-gu 洪茶丘 Hong Chaqiu, 1244–1291, militair, zoon van Hong Pok-wŏn - Hong Junxiang 洪君祥, †1309, generaal, vijfde zoon van Hong Pok-wŏn - Hong Wan 洪萬, †1310, generaal, oudste zoon van Hong Ta-gu - Wang Zhun 王綧, 1222-1283, behoorde tot de koninklijke familie van Goryeo, was in dienst van Koeblai Khan - Ala Tiemu'er 阿剌帖木兒 (Wang Yong 王雍), †1281, generaal, zoon van Wang Zhun - (Kuokuo Tiemu'er 闊闊帖木兒 (Wang Xi 王熙), zoon van Wang Zhun) - Wu Ai 兀愛 (Wang Xian 王諴), ?—?, minister, zoon van Wang Zhun |
| 177.         |       |           | - Yang Dayuan 楊大淵, †1265, generaal, sloot zich in 1258 aan bij de Mongolen - Yang Wen'an 楊文安, 1241-1282, generaal, neef van Yang Dayuan - Liu Zheng 劉整, 1211-1275, generaal, sloot zich aan bij de Mongolen - Liu Gai 劉垓, 1250-1313, plaatselijk ambtenaar, vierde zoon van Liu Zheng - Xia Gui 夏貴, 1197-1279, generaal - Lü Wenhuan 呂文煥, ?-?, militaire officier - Lü Shikui 呂師夔, 1230-1301, plaatselijk ambtenaar, zoon van Lü Wenhuan - Fan Wenhu 范文虎, †1302, sloot zich aan bij de Mongolen en werd minister en gouverneur van Zhejiang - Guan Rude 管如德, 1247-1290, sloot zich aan bij de Mongolen en werd generaal - Wang Jiweng 王勣翁, 1229-1284, ambtenaar onder Song, sloot zich aan bij de Mongolen en werd ambtenaar - Wang Douzhong 王都中, 1278-1341, ambtenaar - Zhu Huan 朱煥, generaal - Zhu Ji 朱霽, 1259-1320, plaatselijk ambtenaar, zoon van Zhu Huan - Chen Yi 陳奕, †1275, generaal - Chen Yan 陳嵒, generaal, zoon van Chen Yi - Pu Shougeng 蒲壽庚, handelaar en bestuurder, Moslim - Ma Chenglong 馬成龍, 1227-1292, generaal - Zhou Quan 周全, †1305, ambtenaar onder Song, sloot zich in 1275 aan bij de Mongolen en werd generaal |
| 178.         |       |           | - Bu Tiemu'er 伯帖木兒, ?—?, generaal, behoorde tot de Kiptsjaken - Yuwashi 玉哇失 Yuwas, †1306, generaal, behoorde tot de Asud, een militaire groep uit de Alanen - Hadasun 哈答孫, 1247-1311, ambtenaar - Tahai 塔海, ambtenaar, zoon van Hadasun - Qitai 乞台, †1296, generaal, behoorde tot de Kiptsjaken - Hazanchi 哈賛赤, generaal, zoon van Qitai - Dadahe'er 答答呵兒, Mongoolse generaal - Dashiman 答失蠻 Dašman aqa, 1258-1317, generaal, behoorde tot de Karlukken - Hela 曷剌 Qara, 1254-1316, generaal - Buhua 不花, 1229-?, ambtenaar, zoon van Hela (Qara) - Ming'an 明安 Mingghan, †1303, generaal uit Kangly, gaf leiding aan het Güyügči-korps, een strijdmacht van gemengde etnische groepen - Hulinshi 忽林失 Qurmši, ?—?, generaal - Cheli 徹里 Čelig, ?—?, minister |
| 179.         |       |           | - Tutuha 土土哈 Tudghagh, 1237-1297, generaal - Chuangwu'er 床兀兒 Čong'ur, 1260-1322, commandant, behoorde tot de Kiptsjaken, derde zoon van Tutuha - El Temür 燕帖木兒 Yan Tiemu'er, †1333, Kiptsjak-functionaris, zat achter de machtsovername waardoor Jayaatu Khan Tugh Temür (Toq-Temür) in 1328 keizer kon worden, El Temür was een zoon van Čong'ur - Sadun 撒敦 Sādūn, †1335, minister, vierde zoon van Čong'ur, jongere broer en opvolger van El Temür - Tangqishi 唐其勢 Tengis, †1335, generaal, oudste zoon van El Temür, werd na de dood van zijn oom Sadun geëxecuteerd |
| 180.         |       |           | - Suodou 唆都 Sügetü, †1285, militaire figuur - Baijianu 百家奴, †1311, generaal, zoon van Suodou - Li Heng 李恆, 1236-1285, Tangut-generaal, behoorde tot de koninklijke familie van de Westelijke Xia - Li Shi'an 李世安, 1253-1331, generaal, zoon van Li Heng - Lai Abaichi 來阿八赤 Rai Abachi, †1288, generaal - Fan Ji 樊楫, †1288, militaire figuur, nam deel aan de aanvallen op Annam - Li Tianyou 李天祐, 1253-1303, generaal, nam in dienst van Fan Ji deel aan de veldtocht naar Annam - Tang Cong 唐琮, 1241-1289, generaal |
| 181.         |       |           | - Shi Bi 史弼, 1233-1318, Han-generaal in dienst van de Mongolen - Gao Xing 高興, 1245-1313, Han-generaal in dienst van de Mongolen. betrokken bij de mislukte Java-expeditie - Yihei Mishi 亦黑迷失, ?-?, Oeigoer, sloot zich in 1275 aan bij de Mongolen, nam in 1292 deel aan de mislukte Java-expeditie |
| 182.         |       |           | - Zhu Qing 朱清, 1237-1303,handelaar in zout, piraat en militair - Zhang Xuan 張瑄, †1302, handelaar in zout, piraat en militair - Zhang Wenhu 張文虎, †1303, leidde een groep piraten, sloot zich aan bij de Yuan en werd generaal, zoon van Zhang Xuan - Huang Zhen 黃真, piraat, werd later ambtenaar - Liu Bixian 劉必顯, piraat, werd later ambtenaar - Luo Bi 羅璧, 1244-1309, militair - Huang Tou 黃頭, ambtenaar - Yao Tong 咬童, 1294-1332, ambtenaar |
| 183.         |       |           | - Cui Bin 崔斌 Yan Timur, 1223-1278, minister - Song Qinqi 宋欽其, - - Liu Xuan 劉宣, 1233-1288, ambtenaar - Qin Zhangqing 秦長卿, gerekruteerd als bewaker, werd geëxecuteerd - Yang Jukuan 楊居寬, minister, 1233-1287 - Yang Jujian 楊居簡 - Yang Duo'erzhi 楊朶兒只, 1279-1320, ambtenaar - Jiao Hua 教化, 1277-1309, minister, broer van Yang Duo'erzhi - Bu Hua 不花, †1328, ambtenaar, zoon van Yang Duo'erzhi - Xiao Baizhu 蕭拜住, †1320, minister |
| 184.         |       |           | - Yao Tianfu 姚天福, 1230-1302, ambtenaar - Cui Yu 崔彧, †1298, minister |
| 185.         |       |           | - Wang Pan 王磐, ?-?, ambtenaar - Li Chang 李昶, 1203-1289, ambtenaar - Liu Su 劉肅, 1188-1263, ambtenaar - Liu Geng 劉賡, 1248-1328, ambtenaar - Wang E 王鶚, 1190-1273, ambtenaar en historicus - Xu Shilong 徐世隆, 1206-1285, ambtenaar - Meng Panlin 孟攀鱗, 1204-1267, ambtenaar |
| 186.         |       |           | - Zhang Hui 張惠, 1224-1285, ambtenaar - Shi Tianlin 石天麟, 1218-1309, minister - Yang Shi 楊湜, ambtenaar - Zhang Fang 張昉, †1274, ambtenaar - Zhang Tianyou 張天佑, 1247-1309, minister - Gao Xi 高觿, 1238-1290, ambtenaar - Zhang Jiusi 張九思, 1242-1302, minister - Hao Bin 郝彬, 1259-1320, minister - Wang Bosheng 王伯勝, †1326, ambtenaar |
| 187.         |       |           | - Shang Wen 尚文, 1236-1327, ambtenaar - Li Qian 李謙, 1232-1310, ambtenaar - Wang Yue 王約, 1252-1333, ambtenaar - Zhang Sheng 張升, 1260-1341, ambtenaar |
| 188.         |       |           | - Wang Yun 王惲, 1228–1304, ambtenaar, schrijver en dichter - Wang Xunzhi 王遜志, †1368, ambtenaar, achterkleinzoon van Wang Yun - Gao Ming 高鳴, 1209-1274, ambtenaar - Wang Silian 王思廉, 1238-1320, ambtenaar - Jing Wanheng 荊玩恆, - - Ma Shao 馬紹, 1239-1300, minister - Yan Fu 閻復, 1236-1312, ambtenaar - Wang Yi 王倚, 1240-1292, minister - Gao Kegong 高克恭, 1248–1310, kunstschilder - Jia Guzhiqi 夾穀之奇, †1289, minister - Zang Mengjie 臧夢解, †1335, ambtenaar - Yan Gongnan 燕公楠, 1241-1302, minister - Bai Ke 白恪, - - Li Kan 李衎, 1245–1320, kunstschilder - Zhang Bochun 張伯淳, 1242-1302, ambtenaar |
| 189.         |       |           | - Cheng Jufu 程鉅夫, 1249-1318, functionaris - Yuan Jue 袁桷, 1266-1327, historicus, schrijver en kalligraaf |
| 190.         |       |           | - Zhao Mengfu 趙孟頫, 1254–1322, kunstschilder, kalligraaf en literator - Zhao Yu 趙與𤍟, 1242-1303, functionaris - Zhao Dane 趙大訥, - - Ye Li 葉李, ?-?, functionaris |

##### Juan191-210, individuele biografieën 5
| juan 191-210 | Titel | Vertaling | Opmerkingen |
| ------------ | ----- | --------- | --- |
| 191.         |       |           | - Wang Gou 王搆, 1245-1309, redenaar, schrijver en ambtenaar - Wang Shixi 王士熙, †1343, ambtenaar - Wang Shidian 王士點, - - Wei Chu 魏初, 1226-1286, ambtenaar en schrijver - Liu Minzhong 劉敏中, 1243-1318, ambtenaar - Song Dao 宋道, - - Jiao Yangzhi 焦養直, 1238-1310, ambtenaar - Yang Huan 楊桓, 1234-1299, taalkundige - Shang Ye 尚野, 1244-1319, ambtenaar - Shang Shijian 尚師簡, - - Li Zhishao 李之紹, 1254-1326, ambtenaar - Xie Duan 謝端, 1279-1340, ambtenaar-geleerde - Cao Jian 曹鑒, 1271-1335, ambtenaar |
| 192.         |       |           | - Ancang 安藏, †1293, Oeigoer en vertaler - Jialunadasi 迦魯納答思 Qarnadas, †1311, Oeigoer en vertaler - Dachengdou 大乘都, 1228-1299, Oeigoerse minister - Tangrenzu 唐仁祖, 1249-1301, Oeigoerse vertaler - Jieshimi'er 潔實彌爾 Jeshimir?, 1253-1315, Oeigoer - Wuyu Dushi 兀玉篤實, Oeigoerse minister, broer van Jeshimir - Tuolie Haiya 脫烈海牙 Töre Qaya, 1257-1323, Oeigoerse generaal - Yanzhi buhua 燕只不花, 1244-1314, Oeigoerse minister - Mangwudejin 忙兀的斤, 1237-1312, Oeigoerse minister - Puyan 普顔, †1337, Oeigoerse ambtenaar |
| 193.         |       |           | - Zhao Tianlin 趙天麟, geleerde-literaat - Zheng Jiefu 鄭介夫, literaat |
| 194.         |       |           | - Lu Gou 陸耉, - - Li Gongchen 李拱辰, - - Pan Ze 潘澤, - - Li Ting 李廷, - - Wang Dao 王道, ambtenaar - Guo Yu 郭郁, - - Ren Renfa 任仁發, 1254–1327, ambtenaar, waterbouwkundige en schilder - Miao Haoqian 苗好謙, - - Han Chongzhong 韓沖中, - |
| 195.         |       |           | - Chen Siji 陳思濟, 1232-1301, ambtenaar - Liang Zhen 梁貞, - - Shentu Zhiyuan 申屠緻遠, †1298, ambtenaar - Lei Ying 雷膺, 1225-1297, ambtenaar - Xu Yi 徐毅, - - Teng Anshang 滕安上, - - Xiao Taideng 蕭泰登, 1266-1303, ambtenaar - Zhang Wan 張完, - - Quan Bingzhong 權秉忠, - - Wang Xingzu 王興祖, - - Huang Kenbo 黃肯播, - |
| 196.         |       |           | - Li Yuanli 李元禮, confucianistische geleerde - Zhao Bi 趙璧, - - Qin Qizong 秦起宗, 1273-1337, ambtenaar - Xi Yu 席郁, - - Han Guochang 韓國昌, - - Han Yuanshan 韓元善, †1352, minister - Dong Na 董納, - - Zhao Shilu 趙師魯, 1285-1337, ambtenaar - Yu Qin 於欽, 1283/84-1333, minister - Song Yi 宋翼, - - Yang'an Zha'er Buhua 楊按札爾不花, ambtenaar en censor - Yang HUan 楊煥, - - Hu Yi 胡彞, - |
| 197.         |       |           | - Heli Huosun 和禮霍孫 Qorqosun (Huoluhesun 火魯和孫), ?-?, minister - Wan Ze 完澤, 1246-1303, minister - Aluhunsali 阿魯渾薩里 Alghunsali, 1245-1307,Oeigoer, minister, vertaler en geleerde - Yuezhu 岳柱, 1280-1333, ambtenaar, zoon van Aluhunsali - Cheli 徹里, 1260-1306, minister - Tuhulu 禿忽魯, 1255-1303, minister |
| 198.         |       |           | - Halahasun 哈剌哈孫 Harqasun, 1257-1309, minister - Buhumu 不忽木 Buqumu, 1255-1300, politieke figuur uit Kangly - Huihui 回回 (Kangli Huihui 康里回回), 1285-1335, minister en kalligraaf, afkomstig uit Kangly - Naonao 巙巙 (Kangli Naonao 康里巎巎, 1295-1345, kalligraaf, afkomstig uit Kangly |
| 199.         |       |           | - Tie Ge 鐵哥 Teke, 1248-1313, minister - Qitaipuji 乞台普濟 (Qitatebujike 奇塔特布济克), †1318, functionaris - Yekeyi'er 也克吉兒, ambtenaar, oudste zoon van Qitaipuji - Woluosi 斡羅思 Oros, 1258-1313, minister - Boluo Buhua 博羅不花 Bolot Buqa, functionaris, zoon van Oros, afkomstig uit Kangly - Qingtong 慶童 Čingtong, †1368, generaal, speelde een rol bij het neerslaan van de opstand van de Rode Hoofdbanden, zoon van Oros - Isa Kelemechi Ai Xue 愛薛 (عیسی کلمچی Isi Kelemechi), 1218–1307, astronoom en geneeskundige, Nestoriaanse christen uit West-Azië - Qushu 曲樞, †1311/22, generaal en functionaris - Bodou 伯都, 1277-1309, oudste zoon van Qushu - Bo Tiemu'er 伯帖木兒, 1282-1326, minister, tweede zoon van Qushu - Tuohutuo 脫虎脫 Toqta, †1311, ambtenaar, behoorde tot de Jurchen, geëxecuteerd na het overlijden van keizer Külüq Khan - Sanbaonu 三寶奴, †1311, minister, werd met Toqta geëxecuteerd - Chahan 察罕 Chagan, †1322, ambtenaar |
| 200.         |       |           | - Asha Buhua 阿沙不花 Aša Buqa, 1263-1309, minister afkomstig uit Kangly - Yina Tuotuo 亦納脫脫 (Kangli Tuotuo 康里脫脫, Togtoh), 1272-1327, minister afkomstig uit Kangly, broer van Asha Buhua - Tiemu'er Tashi 鐵木兒塔識 Temür daš, 1302-1347, minister, zoon van Togtoh - Dashi Tiemu'er 達識帖睦邇 Taš temür, ambtenaar en kalligraaf, zoon van Togtoh - Bosali 伯撒里, ?-?, minister |
| 201.         |       |           | - Li Meng 李孟, 1255-1321, functionaris - Jing Yan 敬儼, 1255-1338, minister van het Centraal Secretariaat - Xuan (Jing Xuan 敬鉉), ambtenaar, zoon van Jing Yan - Guo Guan 郭貫, 1250-1331, minister, schrijver en kalligraaf - Liu Zheng 劉正, †1319, minister - Wang Yi 王毅, ?-?, minister - Gao Fang 高昉, 1264-1328, minister |
| 202.         |       |           | - Zhang Kongsun 張孔孫, 1233-1307, ambtenaar - Zhang Yangshao 張養浩, 1270–1329, minister, schrijver en dichter - Cao Boqi 曹伯啓, 1255-1333, ambtenaar - Wang Shou 王壽, 1251-1310, functionaris - Xie Rang 謝讓, 1252-1317, ambtenaar - Wu Yuangui 吳元珪, 1251-1323, minister - Chang Shiwen 暢師文, 1247-1317, functionaris - Cao Yuanrong 曹元用, 1268-1330, minister |
| 203.         |       |           | - Wang Liyong 王利用, ?-?, ambtenaar - Liu Shiyi 劉事義, - - Guo Mingde 郭明德, - - Ma Xu 馬煦, - - Han Ruoyu 韓若愚, 1263-1330, ambtenaar - Yuchi Decheng 尉遲德誠, functionaris - Liu Dewen 劉德溫, 1265-1333, minister - Wu Ding 吳鼎, 1264-1316, minister - Liu Run 劉潤, 1265-1322, ambtenaar - Chen Duan 陳端, werd in 1333 aangewezen als koning van Annam - Bo Tianzhang 卜天璋, 1250-1331, ambtenaar - Wang Gen 王艮, ?-?, ambtenaar - Wu Gongzu 吳恭祖, - - Song Chonglu 宋崇祿, - |
| 204.         |       |           | - Xu Maijie 旭邁傑 Hümegei, †1326, minister - Daolasha 倒剌沙 (دولتشاه, Dawlat Shāh), †1328, minister, werd zeer machtig onder keizer Yesün Temür (r.1323-1328), maar werd na diens dood geëxecuteerd |
| 205.         |       |           | - Alihaiya 阿禮海涯, ?-?, Oeigoerse minister - Tuoyinna 脫因納 Toyinah (طوینه, ṭūīnah), †1328, generaal en politicus, behoorde tot de Kiptsjaken - Heshang 和尚, ?-?,ambtenaar, behoorde tot de Naimanen - Lala Badu'er 剌剌拔都兒, †1335, generaal - Jiao Hua 教化, ? -?, minister, zoon van Atachi (generaal onder Koeblai Khan) - Zheyan buhua 者燕不花, militair figuur, kleinzoon van Atachi - Wan Jialü 萬家驢, functionaris - Duli Tiemu'er 闍里帖木兒, generaal - Wulusi 兀魯思 Ulus?, functionaris, behoorde tot de Kiptsjaken |
| 206.         |       |           | - Yuan Mingshan 元明善, 1269-1332, functionaris en schrijver - Dang Wenyuan 鄧文原, 1258-1328, ambtenaar en kalligraaf - Yu Yi 虞集, 1272-1348, confucianistische geleerde en schrijver, behoorde met Yang Zai (楊載), Jie Xisi (揭傒斯) en Fan Peng (范梈) tot de vier grote Yuan-dichters - Yu Pan 虞槃, magistraat, jongere broer van Yu Yi - Jie Xisi 揭傒斯, 1274-1344, schrijver, kalligraaf en historicus, behoorde met Yang Zai (楊載), Yu Yi (虞集) en Fan Peng (范梈) tot de vier grote Yuan-dichters - Jie Hong 揭汯, - - Huang Jin 黃溍, 1277-1357, schrijver - Ouyang Xuan 歐陽玄, 1283-1357, neo-confucianist, vooraanstaande literaire figuur, historicus en kalligraaf, speelde een belangrijke rol bij het samenstellen van drie werken uit de reeks officiële dynastieke geschiedenissen: de Geschiedenis van de Song, de Geschiedenis van de Liao en de Geschiedenis van de Jin                                                                                |
| 207.         |       |           | - Liang Degui 梁德珪, 1259-1304, minister - Zhang Siming 張思明, 1260-1337, functionaris - Chen Hao 陳顥, 1264-1339, ambtenaar - Yan Qi 嵒起, ?-?, minister - Wang Shihong 王士宏, - |
| 208.         |       |           | - Zhang Qiyan 張起嵒, 1285-1353, minister - Xu Youren 許有壬, 1287-1364, ambtenaar - Song Ben 宋本, 1281-1334, ambtenaar - Song Jiong 宋褧, 1294-1346, ambtenaar - Wang Jie 王結, 1275-1336, ambtenaar en dichter - Chou Jun 仇浚, - - Wang Sicheng 王思誠, 1291-1357, ambtenaar |
| 209.         |       |           | - Toqto'a 脫脫 Tuotuo, 1314–1356, minister van het Centraal Secretariaat en historicus, hoofdredacteur bij de samenstelling van drie werken uit de reeks officiële dynastieke geschiedenissen: de Geschiedenis van de Song, de Geschiedenis van de Liao en de Geschiedenis van de Jin, neef van Bayan van de Merkieten - Helazhang 合剌章, ?-?, minister, zoon van Toqto'a |
| 210.         |       |           | - Cheli Tiemu'er 徹里帖木兒, ?-?, minister - Bie'erqie buhua 別兒怯不花, †1350, minister - Ding Zhu 定住, †1361, minister - Tai buhua 太不花, †1358, minister - Liuhala buhua 劉哈剌不花, generaal - Lao Desha 老的沙, †1366, minister |

##### Juan211-228, individuele biografieën 6
| juan 211-228 | Titel | Vertaling | Opmerkingen |
| ------------ | ----- | --------- | --- |
| 211.         |       |           | - Gong Kui 貢奎, geleerde uit Jixian - Gong Shitai 貢師泰, 1298-1362, ambtenaar, zoon van Gong Kui - Wang Shoucheng 王守誠, 1296-1349, ambtenaar-geleerde - Li Haowen 李好文, ?-?, geleerde - Beishu Luchong 孛朮魯翀, 1278-1338, minister - Beishu Luyuan 孛朮魯遠, ambtenaar, zoon van Beishu Luchong - Su Tianjue 蘇天爵, 1294-1352, minister - Wu Zhifang 吳直方, 1275-1356, ambtenaar - Wu Lai 吳萊, 1297-1340, ambtenaar-literaat en geleerde - Yang Yu 楊瑀, 1285-1361, ambtenaar-literaat - Lu Luzeng 逯魯曾, †1352, ambtenaar - Ceng Fuzhong 曾福仲, - - Liu Wen 劉聞, - - Zhang Zhu 張翥, 1287-1368, dichter - Zhou Boqi 周伯琦,1298–1369, hofdichter - Kong Kejian 孔克堅, 1316-1370, afstammeling van Confucius in de 55e generatie |
| 212.         |       |           | - Wang Kejing 王克敬, 1275-1335, ambtenaar - Cui Jing 崔敬, 1292-1358, ambtenaar - Han Yong 韓鏞, ?—?, minister - Gai Miao 蓋苗, 1290-1347, ambtenaar - Gui Yang 歸暘, 1305-1367, ambtenaar - Xu Shi 徐奭, 1280-1344, ambtenaar |
| 213.         |       |           | - Lu Sicheng 呂思誠, 1293-1357, ambtenaar - Wu Qi 武祺, - - Cheng Zun 成遵, 1304-1359, minister - Jia Lu 賈魯, 1297-1353, minister, werkte aan de renovatie van de Gele Rivier |
| 214.         |       |           | - Yihezhi Ya'erding 奕赫扺雅爾丁, اختیار الدین Ikhtiyar al-Din, 1268-1314, legercommandant - Ye Ne 野訥, 1278-1317, Oeigoerse minister - Hui Hui 回回, 1267-1325, ambtenaar, afkomstig uit Kara-Kitan - Shan Si 贍思, 1277-1351, ambtenaar - Zidang 自當, ?—?, generaal - Du Lietu 篤列圖, 1312-1348, ambtenaar - Wan Zhedou 完者都, 1299-1344, ambtenaar, behoorde tot de Naimanen - Dalima Shili 達里麻識里, †1367, minister - Choude 丑的, Mongoolse functionaris |
| 215.         |       |           | - Yuelu Tiemu'er 月魯帖木兒, †1352, minister - Boyan Tiemu'er 卜顔帖木兒, †1356, generaal - Dao Tong 道童, †1358, minister en kalligraaf - Dalima Shili 達里麻識理, ambtenaar - Yesu 也速, ?-?, generaal, speelde een rol bij het onderwerpen van de opstand van de Rode Hoofdbanden |
| 216.         |       |           | - Li Shishan 李士贍, 1313-1367, minister - Zhang Zhen 張楨, 1305-1368, ambtenaar - Chen Zuren 陳祖仁, 1314-1368, ambtenaar en geleerde |
| 217.         |       |           | - Li Fu 李黼, 1298-1352, functionaris - Han Zhun 韓準, - - Tai Buhua 泰不華, 1304-1352, ambtenaar - Fan Zhijing 樊執敬, †1352, ambtenaar - Wang Zemin 汪澤民, 1287-1356, geleerde, nam deel aan de samenstelling van de Geschiedenis van de Liao - Fu Shou 福壽, †1356, Tangut-ambtenaar - He Fang 賀方, - - Chu Buhua 褚不華Frode - Puhua Tiemu'er 普化帖木兒, †1364, ambtenaar - Liu E 劉鶚, 1290-1364, ambtenaar |
| 218.         |       |           | - Dong Tuanxiao 董摶霄, †1358, ambtenaar - Yu Que 余闕, 1303-1358, ambtenaar |
| 219.         |       |           | - Xing Ji 星吉, 1296-1352, minister - Shimo Yisun 石抹宜孫, †1359, generaal - Mai Ligusi 邁里古思, †1358, ambtenaar - Su Youlong 囌友龍, - - Ye'erjini 也兒吉尼, †1368, ambtenaar - Chen Youding 陳有定, 1330–1368, generaal |
| 220.         |       |           | - Chaghan Temur 察罕帖木兒 (Chahan Tiemu'er, Čaghan Temür), 1292-1362, generaal, behoorde tot de Naimanen - Köke Temür 擴廓帖木兒 (Kuokuo Tiemu'er), †1375 generaal - Li Siqi 李思齊, 1323-1374, generaal, sloot zich in 1369 aan bij Ming - Lao Bao 老保, generaal - Wei Saiyin Buhua 魏賽因不花. ?-?, minister - Guan Guan 關關, generaal - Guan Bao 關保, †1368, minister - Liu Zeli 劉則禮, generaal |
| 221.         |       |           | - Duan Xin Juri 段信苴日, ook Duan Shi 段實, †1282, tweede gouverneur van Dali onder Mongools bestuur - Yang Hanying 楊漢英 ook bekend onder zijn Mongoolse naam Sayin buqa (楊賽因不花 Yangsaiyin Buhua), 1281-1320, generaal, erfelijk leider van stamgebied van Bozhou (播州) rond het huidige Zunyi in Guizhou - Song Azhong 宋阿重, (?-?) leider van het stamgebied Shuidong (水東) in Guizhou - Yang Wanzhe 楊完者, generaal in Guangdong - Ceng Hua 曾華, generaal onder Yang Wanzhe |
| 222.         |       |           | - Li Tan 李璮, †1262, militair - Wang Wentong 王文統, 1190-1262, functionaris |
| 223.         |       |           | - Ahmad Fanakati 阿合馬, Ahema احمد فناكتى Ahmad Fanākati), 1242-1282, kanselier en financieel ambtenaar, afkomstig uit Perzië, werd in 1282 vermoord - Lu Shirong 盧世榮, †1285, financieel ambtenaar, geëxecuteerd - Senge 桑哥 (Sangge, sam gha), †1291 financieel ambtenaar, werd in 1291 terechtgesteld - Yao Shumu 要束木, †1291, financieel ambtenaar, vanwege zijn banden met Senge werd Yao Shumu eveneens in 1291 terechtgesteld |
| 224.         |       |           | - Tiemudie'er 鐵木迭兒 Temüder, †1322, functionaris - Tieshi 鐵失 Tegsi, †1323, functionaris - Bayan 伯顔, †1340, generaal en functionaris, behoorde tot de Merkieten, oefende de exclusieve macht uit tijdens de vroege regering van Toghon Temür - Hama 哈麻, †1356, functionaris, zijn poging om kroonprins Ayushiridara (de latere keizer van de Noordelijke Yuan Biligtü Khan Ayushiridara, 1340-1378) tot keizer te benoemen mislukte, waarna Hama werd terechtgesteld - Xue Xue 雪雪, †1356, ambtenaar, jongere broer van Hama |
| 225.         |       |           | - Han Lin'er 韓林兒, †1367, een van de leiders van de Rode Hoofdbanden, 1355–1367 keizer van de Han Song dynastie - Zhang Shicheng 張士誠, 1321-1367, een van de leiders van de Rode Hoofdbanden, vestigde in 1354 de staat Da Zhou (大周) en regeerde daarover als Koning Cheng (誠王, Cheng Wang), benoemde zichzelf in 1363 tot koning van Wu (吴王, Wu Wang) en werd in 1367 verslagen door Zhu Yuanzhang (keizer Hongwu) |
| 226.         |       |           | - Xu Shouhui 徐壽輝, 1320–1360, rebellenleider, keizer van de Tianwan (天完) dynastie, r.1351-1360 - Chen Youliang 陳友諒, 1320-1363, keizer van Chen Han, r.1360-1363) - Chen Li 陳理, 1351–1408, tweede en laatste keizer van Chen Han, r.1363-1364, vestigde zich in 1372 in Goryeo - Ming Yuzhen 明玉珍, 1328-1366, leider van de Rode Hoofdbanden, stichtte het keizerrijk van Ming Xia (1363-1371), regeerde als keizer 1363-1366 - Ming Sheng 明昇, 1356年—1391, zoon van Ming Yuzhen, tweede (en laatste) keizer van Ming Xia, r.1366-1371, werd daarna verbannen naar Goryeo |
| 227.         |       |           | - Fang Guozhen 方國珍, 1319－1374, opstandelingenleider - He Zhen 何真, 1321-1388, ambtenaar, sloot zich in 1368 aan bij de Ming-regering - Shao Zongyu 邵宗愈, - - Li Zhi 李質, 1316-1380, ambtenaar, sloot zich in 1368 aan bij de Ming-regering - Chen Junyi 陳均義, - - Chen Shunlong 陳舜隆, - - Chen Liangyu 陳良玉, generaal - Oupu Xiang 歐普祥, - - Deng Keming 鄧克明, †1364, generaal - Xiong Tianrui 熊天瑞, †1367, leider van de Rode Hoofdbanden - Wang Xuan 王宣, †1367, krijgsheer - Wang Xin 王信, - |
| 228.         |       |           | - Timoer Lenk 帖木兒 Tiemu'er, 1336-1405, krijgsheer en stichter van de dynastie der Timoeriden |

#### Juan229-257, collectieve biografieën

##### Juan229, welwillende beambten (xunli, 循吏)
| juan 229 | Titel | Vertaling            | Opmerkingen |
| -------- | ----- | -------------------- | --- |
| 229.     | 循吏  | Welwillende beambten | - Liu Yi 劉義 - Xie Tianyi 謝天吉 - Zhao Zhenyu 趙振玉 - Huang Hunweng 黃順翁 - Cang Zhen 倉振 - Ceng Chongzi 曾沖子 - Zhang Geng 張耕 - Ge Rong 葛榮 - Qi Kezhong 齊克中 - Zhao Zhi 趙志 - Yan Cong 閻從 - Wang Juren 王琚仁 - Du Chuyuan 杜處願 - Liu Ji 劉濟 - Zhou Hui 周惠 - Li Ying 李英 - Xu Weizhen 許維禎 - Wang Deliang 王德亮 - Lian Zi 田滋 - Wang Anzhen 王安貞 - Xing Yu 邢裕 - Xing Bingren 邢秉仁 - Xu Taiheng 徐泰亨 - Chen Chun 陳春 - Yelü Bojian 耶律伯堅 - Chen Chuxian 陳楚仙 - Liu Hui 劉輝 - Ke Qian 柯謙 - Ke Jiusi 柯九思 - Wang Xiaoweng 王肖翁 - Lu Kezhi 盧克治 - Zhao Liangfu 趙良輔 - Chen Yanyou 陳炎酉 - Yu Hongyi 於宏毅 - Sun Tianzheng 孫天正 - Yanli Tiemu'er 燕立帖木兒 - Andoula 諳都剌 - Yang Jingxing 楊景行 - Gan Wenchuan 干文傳 - Lin Xingzu 林興祖 - Guan Ninnu 觀音奴 - Zhou Zhiqiang 周自強 - Bai Jingliang 白景亮 - Xia Rizi 夏日孜 - Nie Yidao 聶以道 - Lu Qi 盧琦 - Wang Dazhong 王大中 - Yexian Buhua 野仙不華 - Zou Boyan 鄒伯顏 - Liu Bingzhi 劉秉直 - Xu Jifu 許義夫 - Guo Sigong 郭思恭 - Hela Buhua 合剌不花 - Luo Wenhua 羅文煥 - Li Weirun 李惟閏 - Yesen 葉森 - Kong Tao 孔濤 - Lin Quansheng 林泉生 - Mou Sigong 繆思恭 |

##### Juan230-233, personen die loyaliteit hebben getoond  (zhongyi, 忠義)
| juan 230-233 | Titel  | Vertaling                                | Opmerkingen |
| ------------ | ------ | ---------------------------------------- | --- |
| 230.         | 忠義一 | Personen die loyaliteit hebben getoond 1 | - Youhala Badu 攸哈剌拔都 - Ren Zhi 任志 - Liu Tianfu 劉天孚 - Kan Wenxing 闞文興 - Zhang Huan 張桓 - Xiao Jingmao 蕭景茂 - Hou Yanzhi 侯彥直 - Bu Jinglong 佈景龍 - Mao Duo 毛鐸 - Zhu Xingke 祝興可 - Fan Fu 樊復 - Zhang Huaide 張懷德 - Diao Dai 刁代、 - Li Chun 李純、 - Dong Wenyan 董文彥 - Han Xinyuan 韓心淵 - Zhou Hong 周宏 - Li Qi 李齊 - Zhou Xitong 周喜同 - Tabutai 塔不台 - Han Yin 韓因 - Bian Chan 卞琛 - Bian Xiaoshi 卞小十 - Li Zhongheng 李仲亨 - Qiao Yi 喬彝 - Zhang Yanqi 張岩起 - Wu Dexin 吳德新 - Wang Zuo 王佐 - Yan Yu 顏瑜 - Wang Shiyuan 王士元 - Yang Pu 楊朴 - Sun Hui 孫撝 - Shi Pu 石普 - Sheng Zhao 盛昭 - Yang Chang 楊乘 - Nasulading 納速剌丁 - Hu Shan 胡善 |
| 231.         | 忠義二 | Personen die loyaliteit hebben getoond 2 | - Zheng Yu 鄭玉 - Quanpu'ansali 全普庵撒里 - Hahaichi 哈海赤 - Wang Rongzhong 王榮忠 - Zhou Lang 周鏜 - Xieyilu 謝一魯 - Nie Bing 聶炳 - Ming Anda'er 明安達爾 - Liu Gengsun 劉耕孫 - Liu Daosun 劉燾孫 - Liu Shuo 劉碩 - Liu Xingsun 劉興孫 - Yushuzu 俞述祖 - Gui Wanze 桂完澤 - Jin De 金德 - Chou Lü 丑閭 - Beiluo Tiemu'er 孛羅帖木兒 - Mahashili 馬哈失力 - Peng Tingjian 彭庭堅 - Wang Boyan 王伯顏 - Wang Xiang 王相 - Wang Zhen 王楨 - Chen Yangying 陳陽盈 - Liu Jun 劉濬 - Duoli Buhua 朵裏不花 - Dalan Buhua 達蘭不花 - Haqi 哈乞 - Chen Junyong 陳君用 - Boliyadun 卜理牙敦 - Chao Hai 潮海 - Min Antu 民安圖 - Huang Shao 黃紹 - Huang Yun 黃雲 - Hu Douyuan 胡斗元 - Wei Zhongli 魏中立 - Zhang Shan 章善 |
| 232.         | 忠義三 | Personen die loyaliteit hebben getoond 3 | - Wang Xi 王翕 - Duo'erzhiban 朵兒直班 - Gao Wending 高文鼎 - Jie Ziyuan 解子元 - Luo Qinan 羅啟南 - Jiang Tianyou 姜天佑 - Qian Hegao 錢鶴皋 - Liang Cenfu 梁曾甫 - Kong Bing 孔昺 - Deng Kexian 鄧可賢 - Zhang Heng 張恆 - Zhang Youming 張友明 - Zhou Ren 周仁 - Chen Yuanshan 陳元善 - Lei Can 雷燦 - Ye Jingren 葉景仁 - Ye Juan 葉雋 - Li Xuan 李鉉 - Mahama 馬哈麻 - Luo Liang 羅良, generaal - Chen Duansun 陳端孫, generaal - Zhang Jinjiu 張進九 - Zhao Guangguang 趙觀光 - Pan Boxiu 潘伯修 - Zhou Chengde 周誠德 - Liu Gongkuan 劉公寬 - Wang Quan 王銓 - Liu Liang 劉良 - Liu Rong 劉溶 - Yang Chun 楊椿 - Li Tangqing 李棠卿 - Zou Shiwen 鄒世聞 - Liu Shou'er 劉受二 - Chen Qian 陳謙 - Chen Xun 陳訓 - Li Qingqi 李清七 - Li Qingba 李清八 - Lin Mengzheng 林夢正 - Xia Xuan 夏璿 - Pu Yuanli 普元理 - Tang Ziyuan 湯自願 - Wang Bozheng 汪伯正 - Jiang Rixin 江日新 - Cheng Ze 程擇 - Xu Jin 許晉 - Liu Yuanmo 劉元謨 - Yang Juren 楊居仁 - Tuotuo 脫脫 - Zhang Sheng 張升 - Shu Tai 舒泰 - Zhang Yuan 張遠 - Chen Wulin 陳無吝 - Huang Fugui 黃復圭 - Huang Yi 黃翊 - Yang Benyan 楊本岩 - Peng Jikai 彭繼凱 - Xiao Tongshan 蕭同善 - Chen Xin 陳新 - Feng Wenju 馮文舉 - Guo Jingqi 郭景杞 - Shang Jingren 尚景仁 - Shu Liangceng 束良曾 - Liu Yizhong 劉以忠 - Shen Bao 神保 - Xing Feihan 邢飛翰 - Zhang Zhongren 張仲仁 - Zhang Mingde 張名德 - Qi Yu 齊郁 - Deng Zusheng 鄧祖勝 - Zhang Shiqian 張士謙 - Wu Ne 吳訥 - Tao Qizhu 陶起祖 - Lü Er 驢兒 - Dade 達德 - Bai Tiemu'er 柏帖木兒 - Dieli Mishi 迭里彌實, ambtenaar, pleegde zelfmoord na de machtsovername door de Ming - Huodubuding 獲獨步丁 |
| 233.         | 忠義四 | Personen die loyaliteit hebben getoond 4 | - 伯顏 - 朱春 - 谷廷珪 - 買住 - 張鳳儀 - 張萬里 - 熊義山 - 羅邦佐 - 曹彥可 - 陳道夫 - 梅實 - 呂復 - 堵簡 - 囊果歹 - 完者都 - 趙資 - 周冕 - 劉公禮 - 羅輝 - 王成 - 游宏道 - 羅武德 - 王英 - 普顏不花 - 申榮 - 閔本 - Baizhu 拜住 Baiǰu, 1298-1323, hoge ambtenaar - 趙宏毅 - 趙恭 - 張正蒙 - 徐猱頭 - 堇哻 - 鄧烈 - 朴賽因不花 - 張庸 - 段禎 - 郭庸 - 丁好禮 - 朱公選 - 孫德謙 - 葉蘭 - 張昶, †1367, politicus uit de late Yuan en vroege Ming-dynastie - 伯顏子中 - 王翰, †1377, ambtenaar, trok zich terug na de val van Yuan, werd ontboden door de Ming-keizer en pleegde zelfmoord - 蔡子英, politicus uit de late Yuan en vroege Ming-dynastie - 狄琮 - 夏侯尚元 |

##### Juan234-236, Confucianistische geleerden (rulin, 儒林)
| juan 234-236 | Titel  | Vertaling                     | Opmerkingen |
| ------------ | ------ | ----------------------------- | --- |
| 234.         | 儒林一 | Confucianistische geleerden 1 | - Zhao Fu 趙復 - Yan Mijian 硯彌堅 - Jin Lüxiang 金履祥 - Wei Jifu 衛益富 - Zhang Xu 張𩓣 - Hu Bingwen 胡炳文 - Cheng Zhifang 程直方 - Xu Qian 許謙 - Zhang Shu 張樞 - Lü Zhu 呂洙 - Xue Xuan 薛玄 - Ma Daoguan 馬道貫 - Lü Pu 呂溥 - Chen Yu 陳庾 - Pan Di 潘迪 - Mou Yinglong 牟應龍 - Xiong Penglai 熊朋來 - Che Ruowan 車若綰 - Xu Zhigang 徐之綱 - Hu Yigui 胡一桂 - Dai Liangqi 戴良齊 - Xiong He 熊禾 - Ma Duanlin 馬端臨 - Hu Sansheng 胡三省 - Yu Yan 俞琰 - Li Jian 李簡 - Liu Deyuan 劉德淵 - Xue Yuan 薛元 - Zai Yi 宰沂 - He Zhong 何中 - Dong Pu 董朴 - Rong Zhao 榮肇 - Xiao Ju 蕭㪺 - Han Ze 韓擇 - Hou Jun 侯均 |
| 235.         | 儒林二 | Confucianistische geleerden 2 | - Huang Chaoran 黃超然 - Chen Yingrun 陳應潤 - Wang Yeweng 王野翁 - Xie Zhongzhi 謝仲直 - Qian Yifang 錢義方 - Ding Yidong 丁易東 - Tao Yuangan 陶元干 - Wang Shenzi 王申子 - Ren Shilin 任士林 - Zhao Cai 趙采 - Xu Zhixiang 徐之祥 - Wei Xinzhi 魏新之 - Wu Xiaju 吳霞舉 - Qiu Fuguo 邱富國 - Zheng Yisun 鄭儀孫 - Dong Zhenqing 董真卿 - Zhang Li 張理 - Cheng Long 程龍 - Cheng Huan 程煥 - Wu Yu 吳迂 - Lei Guangting 雷光霆 - Chen Shen 陳深 - Wu Zou 吳鄹 - Liu Zheng 劉整 - Chen Hong 陳宏 - Shi Mengqing 史蒙卿 - Zhou Ding 周鼎 - Yang Sui 楊璲 - Xia Taiheng 夏泰亨 - Liu Jin 劉瑾 - Wang Tianju 王天與 - Wang Chongyun 王充耘 - Huang Jingchang 黃景昌 - Yu Gao 俞皋 - Lu Zhen 魯震 - Xiong Fu 熊復 - Mao Yinglong 毛應龍 - Wu Chong 烏沖 - Huang Ze 黃澤 - An Xi 安熙 - Jiao Yue 焦悅 - Tong Shu 同恕 - Di Wu Juren 第五居仁 - Ao Jigong 敖繼公 - Qiu Kui 邱葵 - Meng Wenlong 孟文龍 - Qin Ju 秦玉 - Wu Shidao 吳師道 - Wang Yuqing 王餘慶 - Chen Pu 陳普 - Han Xing 韓性 - Xiong Liangfu 熊良輔 - Chen Li 陳櫟 - Bao Ba 保八 - Cao Yuanbo 曹元博 - Wu Yi 吳儀 - Wu Ke 武恪 |
| 236.         | 儒林三 | Confucianistische geleerden 3 | - Liu Zhuangsun 劉莊孫 - Liu Pengshou 劉彭壽 - Lin Qizong 林起宗 - Qi Chongzeng 戚崇增 - Cheng Duanli 程端禮 - Cheng Duanxue 程端學 - Ni Yuan 倪淵 - Chen Hao 陳澔 - Chen Shikai 陳師凱 - Liu Youyi 劉友益 - Feng Yiweng 馮翼翁 - Peng Si 彭絲 - Yuwen Gongliang 宇文公諒 - Shi Jifu 史季敷 - Zhao Yougui 趙有桂 - Wen Renmengji 聞人夢吉 - Chen Gang 陳剛 - Chen Qiao 陳樵 - Mou Kai 牟楷 - Cheng Shideng 程時登 - Cheng Fuxin 程復心 - Shi Boxuan 史伯璿 - Zhan Daochuan 詹道傳 - Huang Jingxing 黃景星 - Ceng Guan 曾貫 - Zhou Renrong 周仁榮 - Zhou Zijian 周仔肩 - Meng Mengxun 孟夢恂 - Zhong Lü 鐘律 - Huang Xinglao 黃清老 - Dan Gengjin 單庚金 - Yu Han 俞漢 - Zhu Gongqian 朱公遷 - Zhu Yinlao 朱隱老 - Liu Lin 劉霖 - Chen Mo 陳謨 - Zhou Wensun 周聞孫 - Shao Guangzu 邵光祖 - Yu Xieyuan 俞燮元 - Zhao Fang 趙汸 - Jiang Kekuan 江克寬 |

##### Juan237-238, literaten (wenyuan, 文苑)
| juan 237-238 | Titel  | Vertaling   | Opmerkingen |
| ------------ | ------ | ----------- | --- |
| 237.         | 文苑上 | Literaten 1 | - Yang Huan 楊奐 - Yuan Ze 員擇 - Lu Wengui 陸文圭 - Liang Yi 梁益 - Liu Chenweng 劉辰翁 - Huang Gui 黃圭 - Luo Zhiren 羅志仁 - Zhou Mi 周密 - Lu Zhi 盧摯 - Dai Biaoyuan 戴表元 - Chen Fu 陳孚 - Hong Xiwen 洪希文 - Gong Su 龔璛 - Song Wu 宋無 - Bai Ting 白珽 - Liu Yinggui 劉應龜 - Yuan Huai 元淮 - Yuan Yi 袁易 - Yuan Tai 袁泰 - Xian Yushu 鮮于樞 - Zheng Chusun 鄭滁孫 - Zheng Taosun 鄭陶孫 - Yao Yingfeng 姚應鳳 - Xie Hui 謝暉 - Wu Qiuyan 吾邱衍 - Chou Yuan 仇遠 - Yang Zai 楊載, 1271-1323, dichter en geleerde, behoorde met Fan Peng (范梈), Jie Xisi (揭傒斯) en Yu Ji (虞集) tot de vier grote Yuan-dichters - Yang Gangzhong 楊剛中 - Li Huan 李桓 - Liu Shen 劉詵 - Long Renfu 龍仁夫 - Liu Yueshen 劉岳申 - Chen Lu 陳旅 - Cheng Wen 程文 - Chen Yiceng 陳繹曾 - Li Jiong 李泂 - Liu Guan 柳貫, 1270-1342, schrijver - Li Xiaoguang 李孝光 - Zhu Wenting 朱文霆 - Zhou Chi 周馳 - Zhu Derun 朱德潤 - Gu Hui 顧輝 - Ma Ying 馬瑩 - Huang Shuying 黃叔英 - Wufusun 吳福孫 - Hu Wei 胡渭 - Li Cun 李存 |
| 238.         | 文苑下 | Literaten 2 | - Sadoula 薩都剌 - Zhou Quan 周權 - Chen Tai 陳泰 - Huang Xu 黃許 - Yang Shihong 楊士弘 - Wan Bai 萬白 - Xin Jing 辛敬 - Zhou Zhen 周貞 - Zheng Datong 鄭大同 - Shi Gongting 史公廷 - Fu Ruojin 傅若金 - Li Kang 李康 - Nai Xian 迺賢 - Huang Jie 黃玠 - He Shi 何失 - Cheng Yilin 程以臨 - Wang Feng 王逢 - Pu Daoyuan 蒲道源 - Cen Anqing 岑安卿 - Xie Zongke 謝宗可 - Zheng Yuanyou 鄭元佑 - Hu Tianyou 胡天游 - Zhou Tingzhen 周霆震 - Wu Dingweng 吳定翁 - Sun Zhe 孫轍 - Guo Yu 郭鈺 - Shu Di 舒頔 - Li Qi 李祁 - Wang Li 王禮 - Dai Liang 戴良 - Wu Hai 吳海 - Wang Mian 王冕 - Qian Weishan 錢惟善 - Zhang Yu 張昱 - Tao Yongzi 陶宗儀 - Gu Dehui 顧德輝 - Guo Yi 郭翼 - Yang Weizhen 楊維楨 - Zhang Xian 張憲 - Zhang Yu 張雨 - Ding Henian 丁鶴年 - Ni Zan 倪瓚 - Huang Gongwang 黃公望 - Wu Zhen 吳鎮 - Wang Meng 王蒙 |

##### Juan239-240, oprechte personen (duxin, 篤行)
| juan 239-240 | Titel  | Vertaling           | Opmerkingen |
| ------------ | ------ | ------------------- | --- |
| 239.         | 篤行上 | Oprechte personen 1 | - Tian Xi 田喜 - Mou Lun 繆倫 - Zu Haoran 祖浩然 - Xu Shiyan 徐師顏 - Chen Doulong 陳鬥龍 - Hu Jingqing 胡景清 - Yan Yingyou 顏應佑 - Zhao Yingxiang 趙應祥 - Zhou Guxiang 周古象 - Wang Run 王閏 - Guo Daoqing 郭道卿 - Guo Zuoqing 郭佐卿 - Guo Tingwei 郭廷煒 - Xiao Daoshou 蕭道壽 - Guo Gougou 郭狗狗 - Zhang Run 張閏 - Bing Shitong 苪世通 - Ding Xu 丁煦 - Xiang Cunyi 向存義 - Tian Gaizhu 田改住 - Ning Zhugou 寧豬狗 - Yilalijianu 移剌李家奴 - Fan Yuan 樊淵 - Lailusun 賴祿孫 - Liu Dequan 劉德泉 - Zhu Xian 朱顯 - Wusida 吳思達 - Zhu Ruxie 朱汝諧 - Guo Hui 郭回 - Kong Quan 孔全 - Zhang Zikui 張子夔 - Yang Yi 楊一 - Zhang Ben 張本 - Zhang Qing 張慶 - Yuan Shan 元善 - Que Xiang 卻祥 - Zhao Yu 趙毓 - Hu Guangyuan 胡光遠 - Pang Zun 龐遵 - Chen Shaozun 陳韶孫 - Li Zong 李忠 - Wu Guobao 吳國寶 - Li Mao 李茂 - Yang Ren 羊仁 - Huang Juejing 黃覺經 - Zhang Qingsun 章卿孫 - Yu Quan 俞全 - Li Pengfei 李鵬飛 - Che Che 徹徹 - Wang Chuying 王初應 - Shi Hede 施合德 - Shi Mingsan 石明三 - Zheng Wensi 鄭文嗣 - Zheng Dahe 鄭大和 - Zheng Qin 鄭欽 - Wang Jian王薦 - Guo Quan 郭全 - Liu De 劉德 - Mayahu 馬押忽 - Yang Hao 楊皞 - Ding Wenzhong 丁文忠 - Shao Jingzu 邵敬祖 - Li Yanzhong 李彥忠 - Guo Cheng 郭成 - Hu Duo 扈鐸 - Sun Xiushi 孫秀實 - Li Zijing 李子敬 - Zong Qi 宗杞 - Zhao Rong 趙榮 - Wu Daozhi 吳道直 - Yu Bing 余丙 - Xu Ju 徐鈺 - Yin Shen 尹莘 - Shun Xixian 孫希賢 - Bo Shengrong 卜勝榮 - Liu Tingrang 劉廷讓 - Liu Tong 劉通 - Huang Yi 黃鎰 - Ding Xiangyi 丁祥一 - Zhang Wangjiu 張旺舅 - Zhang Sixiao 張思孝 - Du You 杜佑 - Chang Shou 長壽 - Liang Waiseng 梁外僧 - Sun Jin 孫瑾 - Wu Xiceng 吳希曾 - Zhang Gong 張恭 - Zi Rudao 訾汝道 - Zhao Yide 趙一德 |
| 240.         | 篤行下 | Oprechte personen 2 | - Yao Zhongshi 姚仲實 - Xia Yongqing 夏永慶 - Huang Yiqing 黃一清 - Zhu Dachang 祝大昌 - Ye Yiqing 葉以清 - Qin Yu 秦玉 - Wang Yong 王庸 - Huang Yun 黃贇 - Liu Qi 劉琦 - Liu Yuan 劉源 - Lu Siqiao 陸思孝 - Jiang Jian 姜兼 - Hu Banlü 胡伴侶 - Wang Shihong 王士宏 - He Congyi 何從義 - Hadouchi 哈都赤 - Gao Bida 高必達 - Ceng De 曾德 - Wang Sicong 王思聰 - Huang Daoxian 黃道賢 - Shi Yanbin 史彥斌 - Shang Shaozu 張紹祖 - Li Mingde 李明德 - Zhang Ji 張緝 - Wei Jingyi 魏敬益 - Tang Lin 湯霖 - Sun Yi 孫抑 - Shi Yong 石永 - Wang Keji 王克己 - Liu Sijing 劉思敬 - Lü You 呂祐 - Zhou Le 周樂 - Tang Gu 唐轂 |

##### Juan241, personen die in afzondering hebben geleefd (yiyi, 隱逸)
| juan 241 | Titel | Vertaling                                  | Opmerkingen |
| -------- | ----- | ------------------------------------------ | --- |
| 241.     | 隱逸  | Personen die in afzondering hebben geleefd | - Zhang Teli 張特立 - Zheng Sixiao 鄭思肖 - Xie Ao 謝翱 - Wu Siqi 吳思齊 - Fang Feng 方鳳 - Tang Yu 唐鈺 - Lin Jingxi 林景熙 - Wang Yanwu 王炎午 - Zhang Hongyi 張宏毅 - Gong Kai 龔開 - Wang Yuanliang 汪元量 - Sun Tongfa 孫潼發 - Zhao Youqin 趙友欽 - Lu Zhao 陸釗 - Zhang Qingzhi 張慶之 - Wang Yiduan 王義端 - Wang Changshi 王昌世 - Du Ying 杜瑛 - Du Ben 杜本 - Wang Jian 王鑑 |

##### Juan242, vaardigheden (fangji, 方技)
| juan 242 | Titel | Vertaling    | Opmerkingen |
| -------- | ----- | ------------ | --- |
| 242.     | 方技  | vaardigheden | - Tian Zhongliang 田忠良, 1242-1317, ambtenaar - Jin Dejin 靳德進, 1253-1311, ambtenaar - Li Junmin 李俊民, 1176-1260, taoïstische kluizenaar - Zhang Kang 張康, astroloog in dienst van Koeblai Khan - Liao Yinghuai 廖應淮, - - Fu Li 傅立, - - Zhou Zhonggao 周仲高, - - Li Guotong 李國同, - - Li Gao 李杲, 1180-1251, medisch expert - Luo Tianyi 羅天益, 1220-1290, arts - Dou Xingchong 竇行沖, arts - Zhu Zhenheng 朱震亨, 1282–1358, arts en schrijver - Wang Lü 王履, 1332–?, arts, landschapsschilder, kalligraaf en dichter - Liu Yue 劉岳, ?-?, arts - Araniko 阿尼哥 Anige, 1245–1306, Nepalese ontwerper van stupas, trad in dienst van Koeblai Khan, bracht de Nepalese kunsttraditie van het bouwen van pagodes naar China - Liu Yuan 劉元, 1240-1324, taoïstisch priester, leerde beeldhouwkunst bij Araniko in Nepal en werd beeldhouwer in Dadu - Zhuyü 朱玉, - - Li Shi 李時, - |

##### Juan243, boeddhistische en taoïstische meesters (shilao, 釋老)
| juan 243 | Titel | Vertaling                              | Opmerkingen |
| -------- | ----- | -------------------------------------- | --- |
| 243.     | 釋老  | boeddhistische en taoïstische meesters | - Phagspa 八思巴 Basiba, 1235-1280, leider van de sakya-traditie binnen het Tibetaans boeddhisme, ontwierp het Phagspa-schrift. - Danba 膽巴, 1230-1303, hooggeplaatste monnik van de Sakya School binnen het Tibetaans boeddhisme, staatsleraar van de Yuan-dynastie. - Bilannashili 必蘭納識里, †1332, vertaler van teksten uit het Sanskriet - Qiu Chuji, 丘處機, 1148-1227, taoïst, een van de zeven meesters van Quanzhendao, werd uitgenodigd door Dzjengis Khan - Ma Yu 馬鈺, 1123-1185, taoïst, een van de zeven meesters van Quanzhendao - Tan Chuduan 譚處端, 1123-1185, taoïst, een van de zeven meesters van Quanzhendao - Liu Chuyuan 劉處元, 1147-1203, taoïst, een van de zeven meesters van Quanzhendao - Wang Chuyi 王處一, 1142–1217, taoïst, een van de zeven meesters van Quanzhendao - Hao Datong 郝大通, 1140-1213, taoïst, een van de zeven meesters van Quanzhendao - Sun Bu'er 孫不二, 1119–1182, taoïste, zij was een van de zeven meesters van Quanzhendao - Kang Taizhen 康泰真, - - Qi Zhicheng 祁志誠, 1219-1293, taoïst, tiende hoofd van de Quanzhendao - Zhang Zongyan 張宗演, 1244-1292, taoïst, 36e Hemelse Meester van de Zhengyi Dao - Zhang Liusun 張留孫, 1248-1321, taoïst, behoorde tot de Zhengyi Dao - Wu Quanjie 吳全節, 1269-1346, taoïst, behoorde tot de Zhengyi Dao - Li Xicheng 酈希成, taoïst, behoorde tot de Zhenda Daojiao - Zhang Qingzhi 張清志, taoïst, negende hoofd van de Zhenda Daojiao - Xiao Fudao 蕭輔道, †1252, taoïst, vierde hoofd van de Taiyi Dao - Li Jushou 李居壽, 1221-1280, taoïst, vijfde hoofd van de Taiyi Dao - Mo Qiyan 莫起炎, - |

##### Juan244-246, voortreffelijke vrouwen (lienü, 列女)
| juan 244-246 | Titel  | Vertaling                 | Opmerkingen |
| ------------ | ------ | ------------------------- | --- |
| 244.         | 列女上 | Voortreffelijke vrouwen 1 | - Fan Miaoyuan 范妙元, haar echtgenoot stierf nog voor het voltrekken van de huwelijksceremonie aan een ziekte, zij bleef daarna ongehuwd en werd 95 jaar - Feng Shu'an 馮淑安, was de tweede vrouw van een Mongoolse ambtenaar, na zijn overlijden baarde zij zijn postume zoon. Haar echtgenoot had haar een grote erfenis nagelaten die echter door haar familie in beslag werd genomen. Zij bleef met haar zoon in armoede wonen bij de plek waar ze de doodskist van haar man had begraven en weigerde ondanks druk van haar ouders te hertrouwen - Zhao Wa'er 趙哇兒, Toen haar echtgenoot overleed pleegde zij zelfmoord om zo in dezelfde doodskist als haar man te kunnen worden begraven - Ma Ruixiang 馬瑞香, toen haar man zich van haar liet scheiden weigerde zij te hertrouwen en sprong in een put - Zhu Shuxin 朱淑信 werd op jonge leeftijd weduwe en beloofde nooit meer te hertrouwen. Haar dochter werd blind door het verdriet dat ze had over het verlies van haar vader. Door haar blindheid kwam niemand haar ten huwelijk vragen - Ge Miaozhen 葛妙真 hoorde van een waarzegster dat haar moeder zou overlijden als ze vijftig jaar werd. Ge Miaozhen beloofde niet te trouwen en voortaan te leven op een vegetarisch dieet om zo het leven van haar moeder te verlengen. Die stierf uiteindelijk toen zij 81 jaar was - Tuotuoni 脫脫尼, ?-?, Mongoolse, toen haar Mongoolse echtgenoot overleed weigerde zij een leviraatshuwelijk met haar volwassen stiefzonen en bleef dertig jaar apart wonen, waarna ze stierf - Zhu Jinge 朱錦哥, †1328, werd gevangen genomen door vijf soldaten, om aan haar lot te ontsnappen beloofde ze zogenaamd om een verborgen schat voor hen op te graven, maar sprong onderweg in een put - Wang Ange 王安哥, †1328, dreigde verkracht te worden door soldaten en sprong in een ravijn |
| 245.         | 列女中 | Voortreffelijke vrouwen 2 | - Chen Shuzhen 陳淑真, †1358, was getrouwd met een Confucianistische geleerde. Toen haar woonplaats door generaal Chen Youliang werd veroverd wilde ze zich verdrinken in het nabijgelegen meer, het water was echter te ondiep en de generaal eiste dat ze uit het water kwam door een pijl op haar te richten. Ze weigerde en werd doodgeschoten - Ding Yue'e 丁月娥, †1360, toen generaal Chen Youliang haar woonplaats Taiyuan veroverde weigerde ze haar loyaliteit tegenover de familie van haar echtgenoot op te geven, ze sprong met haar dochter in de rivier en verdronk - Liu Jizhi 劉冀之, Nadat het leger van de Rode Hoofdbanden Hebei had veroverd, vluchtte zij met de familie van haar man naar het dorp Liaocheng om de vijand te ontwijken. De soldaten achtervolgden hen en toen ze Liu Ji's schoonheid zagen, wilden ze haar ontvoeren. Ze weigerde hun toenaderingen waarop ze met een touw om haar nek achter paarden aam werd gesleept. Haar hoofd raakte een steen en zij bloedde dood - Hu Miaoduan 胡妙端, †1360, werd ontvoerd door leden van het volk van de [Miao, zij wilden haar dwingen met hen te trouwen. Zij weigerde, beet haar vinger af, schreef met het bloed een gedicht op een muur, sprong in een rivier en verdronk - Liang Wang nu A'gai Gongzhu 梁王女阿蓋公主, †1364, prinses A'gai was getrouwd met Duan Gong, de Mongoolse gouverneur van Yunnan. In 1365 vermoedde haar vader, Basalawarmi (een lid van de keizerlijke familie) dat Duan Gong ambities had om heel Yunnan te annexeren. Hij gaf zijn dochter opdracht om Duan Gong te vergiftigen met pauwengal. Prinses Agai kon dit echter niet verdragen en vertelde Duan Gong alles. Toen Duan Gong alsnog werd vermoord, pleegde prinses Agai uit liefde zelfmoord door zich te verhongeren - Zhang Chun'er 張春兒 was getrouwd met een soldaat. Die raakte gewond en overleed. Zhang liet een grote doodskist maken, pleegde zelfmoord door zich op te hangen en werd samen met haar man begraven - Wu Miaoning 吳妙寧, haar vader raakte betrokken bij een opstand. Als hij schuldig werd bevonden zou hij met zijn familie worden geëxecuteerd. Om haar man deze schande te besparen pleegde Wu Miaoning zelfmoord - Zhou Fu 周芙, hing zichzelf op toen haar man bij de overheid werd aangegeven - Zhang Zhen 張貞, - - Wu Liangzheng 吳良正, haar schoonmoeder overleed aan alcohol, nog voor haar begrafenis werd het huis door dieven overvallen, de familie vluchtte, maar Wu Liangzheng bleef bij de doodskist. Zij dacht te worden gedood voordat haar schoonmoeder kon worden begraven. Zij streelde de kist, huilde en zei te zullen sterven zonder spijt. De bandieten vonden haar een rechtvaardige vrouw en lieten haar vrij - Fei Yuanxiu 費元璓, was de vrouw van Zhu Daocun, de gouverneur van Jiangyin en Yangzhou. Toen zij werden aangevallen door het Miao-leger zei zij dat haar man zo zijn belangrijk werk voor de keizer niet kon voortzetten waarop zij werd gedood |
| 246.         | 列女下 | Voortreffelijke vrouwen 3 | - Tang Qi 湯婍, werd door een woedende bandiet vermoord en wist zo vernederingen te voorkomen - Yu Shujing 禹淑靖, †1356, dreigde te worden verkracht door leden van de Rode Hoofdbanden en sprong met haar achtjarig dochtertje in het water - Liu Cuige 劉翠哥, †1360, tijdens een hongersnood namen soldaten haar man gevangen en dreigden hem te koken. Liu Cuige wilde haar man redden en vertelde hen dat ze thuis een schepel rijst en een pot sojasaus had - Li Sai'er 李賽兒, †1365, werd met haar dochter door het leger gevangen genomen. Toen een bevrijdingsactie door haar man mislukte doodde ze eerst haar dochter en pleegde daarna zelfmoord - Tao Zongyuan 陶宗媛 was weduwe geworden en bewaakte de doodskist van haar man. Toen de oorlog uitbrak werd ze gevangen genomen en bedreigd. Ze zei dat ze niet bang was, anders was ze wel gevlucht, waarop ze werd gedood - An Zhengtong 安正同, †1360, was de echtgenote van een hoge ambtenaar. Toen een rebellenleger haar woonplaats Taiyuan veroverde pleegde zij samen met een concubine van haar man zelfmoord door in een put te springen |

##### Juan247, eunuchen (huanzhe, 宦者)
| juan 247 | Titel | Vertaling | Opmerkingen |
| -------- | ----- | --------- | --- |
| 247.     | 宦者  | Eunuchen  | - Li Bangning 李邦寧, ?—?, echte naam: 李保寧 (Li Baoning), minister onder Koeblai Khan - Zhang Zhongzhu 張仲翥, 1252-1324, kalligraaf - Yexian Tiemu'er 野先帖木兒, ?-?, was in dienst van keizer Toghon Temür - Zhao Boyan Buhua 趙伯顏不花, †1364, was in dienst van keizer Toghon Temür - Bak Bulhwa 朴不花 Pu Buhua, Koreaan in dienst van de Koreaanse Keizerin Qi, keizerin van Toghon Temür |

##### Juan248, barbaren uit Yunnan, Huguang, Sichuan enzovoorts (yunnan huguang sichuan deng chu man yi(雲南湖廣四川等處蠻夷)
| juan 248 | Titel                | Vertaling                                        | Opmerkingen |
| -------- | -------------------- | ------------------------------------------------ | --- |
| 248.     | 雲南湖廣四川等處蠻夷 | Barbaren uit Yunnan, Huguang, Sichuan enzovoorts | - Yunnan xi dong zhu man雲南溪洞諸蠻 De barbaren in Xidong, Yunnan: - Dali Jinchi man 大理金齒蠻 - Luoluosi 羅羅斯 - Cheli 車里 - Wusawumengchechuanmangbu 烏撒烏蒙車川芒部 - Luyubafanshunyuan zhu man 祿餘八番順元諸蠻 - Tianwanqing 田萬頃 - Song Longji 宋隆濟, 1304, hoofd van het Chiefdom of Shuidong - Guangxi Shangxia jiang zhu man 廣西上下江諸蠻 De barbaren uit de Shangxiajiang-rivier in Guangxi: - Huang Shengxu 黃聖許 - Cenyi 岑毅, gouverneur van Anzhou (het huidige Napo (Bose) in Guangxi) - Haibei Hainan zhu man 海北海南諸蠻 De barbaren in Haibei en Hainan - Sichuan xidong zhu man 四川溪洞諸蠻 De barbaren in Xidong, Sichuan |

##### Juan249-257, buitenland  (waiguo, 外國)
| juan 249-257 | Titel  | Vertaling    | Opmerkingen |
| ------------ | ------ | ------------ | --- |
| 249.         | 外國一 | Buitenland 1 | - Goryeo 高麗 Gaoli |
| 250.         | 外國二 | Buitenland 2 | - Japan 日本 Riben |
| 251.         | 外國三 | Buitenland 3 | - Dai Viet 安南 Annan, An Nam |
| 252.         | 外國四 | Buitenland 4 | - Myanmar 緬 Mian - Siam 暹羅 Xianluo - Koninkrijk Lanna 八百媳婦 Babaixifu, Lan Na |
| 253.         | 外國五 | Buitenland 5 | - Koninkrijk Champa 占城 Zhancheng - Java 爪哇 Zhaowa - Koninkrijk Riukiu 流求 Liuqiu - Daoyizhuguo 島夷諸國, Staten van de Eiland-Barbaren |
| 254.         | 外國六 | Buitenland 6 | Xiyu shang 西域上 westelijke gebieden 1: - (Chorasmiden 花剌子模王朝 Hualazimo Wangchao) |
| 255.         | 外國七 | Buitenland 7 | Xiyu xia 西域下 westelijke gebieden 2: - Georgië 角兒只 Jiao'erzhi - Byzantijnse Rijk 羅馬 Luoma (東羅馬帝國, Dong Luoma diguo) - Cilicisch-Armenië 小阿昧尼亞 Xiao Ameiniya - Azerbeidzjan 阿特而佩占 Ate'erpeizhan - Qutlugh-Khanids 克兒漫 Ke'erman, regeerden 1222–1306 over [[Kerman (stad)}Kerman]] - Herat 海拉特 Hailate - Ottomaanse Rijk 土耳基 Tu'eryi - Sultanaat van Delhi 印度 Yindu |
| 256.         | 外國八 | Buitenland 8 | - Assassijnen 木剌夷 Mulayi - Bagdad 報達 Baoda - Syrië 西里亞 Xiliya |
| 257.         | 外國九 | Buitenland 9 | - Rusland 斡羅斯 Woluosi - Kiptsjaken 欽察 Qincha - Kangly 康里 Kangli - Hongarije 馬札兒 Maza'er - Polen 波蘭 Bolan |

## Chinese tekst
Xin Yuanshi is niet opgenomen in de prestigieuze reeks dynastieke geschiedenissen die is uitgegeven door Zhonghua te Peking. Een veel gebruikte uitgave is:
- 柯劭忞, 《新元史》, (中国书店, 新华书店首都发行所发行) 1988 (Ke Shaomin, Xin Yuanshi, (Zhongguo shu dian, Xin hua shu dian shou du fa xing suo fa xing, [Peking], 1988), 986pp.